# Liste bekannter Gräzisten
Die Liste bekannter Gräzisten erfasst Personen, die für Gräzistik oder für Klassische Philologie mit dem Schwerpunkt Gräzistik habilitiert sind oder anderweitig wesentliche Beiträge zur Erforschung und Vermittlung der altgriechischen Sprache, Literatur und Kultur geleistet haben. Vertreter der Klassischen Philologie, die lediglich vereinzelt oder, um einem Habilitationspostulat zu genügen, Beiträge zur griechischen Philologie geleistet haben, bleiben hier außer Acht ebenso wie etwa Althistoriker und Religionswissenschaftler. In eigenen Listen erfasst sind Mykenologen, Epigraphiker, Papyrologen, Philologen der Septuaginta, Philologen des Neuen Testaments, Paläographen, Graeco-Arabisten, Byzantinisten und Neogräzisten.

## Liste

### A
| Wissenschaftler                         | Nationalität  | Wirkungsort                                                                      | Weitere Qualifikationen                                  | Forschungsschwerpunkte                                                                     | Bild |
| --------------------------------------- | ------------- | -------------------------------------------------------------------------------- | -------------------------------------------------------- | ------------------------------------------------------------------------------------------ | ---- |
| Benjamin Acosta-Hughes (* 1960)         | US-Amerikaner | Ohio State University University of Michigan                                     |                                                          | Hellenistische Dichtung, Kallimachos, Apollonios von Rhodos, Poseidippos                   |      |
| Francisco Rodríguez Adrados (1922–2020) | Spanier       | Universität Complutense Madrid Universität Barcelona                             |                                                          | Griechische Literatur, Griechische Sprache, Griechische Lexikographie                      |      |
| Jean Alaux (* 1954)                     | Franzose      | Universität Rennes 2                                                             |                                                          | Griechische Tragödie, Homer                                                                |      |
| Thomas William Allen (1862–1950)        | Brite         | Queen’s College, Oxford                                                          |                                                          | Editionsphilologie: Homer                                                                  |      |
| Francis Greenleaf Allinson (1856–1931)  | US-Amerikaner | Brown University Williams College Haverford College                              | Klassische Philologie                                    | Geschichte der griechischen Sprache, Lukian, Menander                                      |      |
| Klaus Alpers (1935–2022)                | Deutscher     | Universität Hamburg Thesaurus Linguae Graecae, Hamburg                           | Klassische Philologie                                    | Theognostos: Peri orthographias, Etymologicum genuinum, das attizistische Lexikon des Oros |      |
| Karin Alt (* 1928)                      | Deutsche      | Freie Universität Berlin                                                         | Klassische Philologie                                    | Griechische Tragödie, Platon, Mittel- und Neuplatonismus                                   |      |
| Jochen Althoff (* 1962)                 | Deutscher     | Universität Mainz                                                                | Klassische Philologie                                    | Antike Naturwissenschaft                                                                   |      |
| Girolamo Amati (1764–1834)              | Italiener     | Bibliotheca Apostolica Vaticana                                                  | Latinistik, Epigraphik, Paläographie, Handschriftenkunde | Katalogisierung griechischer Handschriften                                                 |      |
| Karl Friedrich Ameis (1811–1879)        | Deutscher     | Gymnasium zu Mühlhausen                                                          | Klassische Philologie                                    | Homer                                                                                      |      |
| Anthos Ardizzoni (1906–1999)            | Italiener     |                                                                                  |                                                          | Hellenistische Dichtung                                                                    |      |
| Hans von Arnim (1859–1931)              | Deutscher     | Universität Rostock Universität Wien Universität Frankfurt am Main               | Klassische Philologie                                    | Euripides, Platon, Aristoteles, Stoicorum veterum fragmenta                                |      |
| William Geoffrey Arnott (1930–2010)     | Brite         | University of Leeds                                                              |                                                          | Menander, Alexis, antike Ornithologie                                                      |      |
| Graziano Arrighetti (1928–2017)         | Italiener     | Universität Pisa                                                                 | Papyrologie                                              | Griechische Philosophie, Griechische Epik, Griechische Lyrik                               |      |
| Markus Asper (* 1968)                   | Deutscher     | Pennsylvania State University New York University Humboldt-Universität zu Berlin | Klassische Philologie                                    | Kallimachos, Griechische Wissenschaftstexte                                                |      |
| Adolf Ausfeld (1855–1904)               | Deutscher     | Gymnasien in Baden-Baden Bruchsal Donaueschingen                                 | Klassische Philologie                                    | Oppian, Alexanderroman                                                                     |      |
| Colin Austin (1941–2010)                | Brite         | University of Cambridge                                                          | Papyrologie                                              | Euripides, Menander, Poetae Comici Graeci, Aristophanes, Poseidippos                       |      |

### B
| Wissenschaftler                      | Nationalität    | Wirkungsort                                                                                                   | Weitere Qualifikationen                        | Forschungsschwerpunkte | Bild |
| ------------------------------------ | --------------- | --- | ---------------------------------------------- | --- | ---- |
| Wilhelm von Bäumlein (1797–1865)     | Deutscher       | Gymnasien in Langenburg, Biberach, Heilbronn, Maulbronn                                                       | Klassische Philologie                          | griechische Grammatik (Alphabet, Modi, Partikeln)                                                                                          |      |
| Andreas Bagordo (* 1971)             | Italiener       | Universität Freiburg                                                                                          | Klassische Philologie                          | Griechische Tragödie, Sappho, Fragmenta comica                                                                                             |      |
| David Bain (1945–2004)               | Brite           | Universität Manchester                                                                                        |                                                | Griechische Tragödie, Menander |      |
| Johann Georg Baiter (1801–1877)      | Schweizer       | Gymnasium in Zürich                                                                                           | Klassische Philologie                          | Attische Redner, Isokrates, Lykurg, Platon                                                                                                 |      |
| John Bake (1787–1864)                | Niederländer    | Universität Leiden                                                                                            | Klassische Philologie                          | Poseidonios, Xenophon, Textkritik |      |
| Egbert Jan Bakker (* 1958)           | Niederländer    | | Klassische Philologie                          | |      |
| Matthias Baltes (1940–2003)          | Deutscher       | Universität Münster                                                                                           | Klassische Philologie                          | Platonismus |      |
| Herbert Bannert (* 1950)             | Österreicher    | Universität Wien                                                                                              | Klassische Philologie                          | Homerische Epen, griechische Tragödie |      |
| William Spencer Barrett (1914–2001)  | Brite           | Keble College, Oxford                                                                                         |                                                | Euripides, griechische Lyrik (Stesichoros, Pindar, Bakchylides)                                                                            |      |
| John Penrose Barron (1934–2008)      | Brite           | King’s College London                                                                                         | Klassische Archäologie, Numismatik, Epigraphik | Ibykos |      |
| Isaac Barrow (1630–1677)             | Brite           | University of Cambridge                                                                                       | Mathematik                                     | Euklid |      |
| Manuel Baumbach (* 1970)             | Deutscher       | Universität Bochum                                                                                            | Klassische Philologie                          | Lukian, Chariton, Poseidippos, griechisches Epigramm                                                                                       |      |
| Immanuel Bekker (1785–1871)          | Deutscher       | Universität Berlin                                                                                            | Klassische Philologie                          | Aristoteles |      |
| Theodor Bergk (1812–1881)            | Deutscher       | Universität Marburg Universität Freiburg Universität Halle Bonn                                               | Klassische Philologie                          | Sophokles, Alte Komödie, Aristophanes, griechische Lyrik, Griechische Literaturgeschichte                                                  |      |
| Leif Bergson (1927–1999)             | Schwede         | Universität Trier                                                                                             |                                                | Euripides, griechische Sprachwissenschaft                                                                                                  |      |
| Alberto Bernabé Pajares (* 1946)     | Spanier         | Universität Complutense Madrid                                                                                |                                                | Fragmente der griechischen Epiker, orphische Texte                                                                                         |      |
| Wolfgang Bernard (* 1960)            | Deutscher       | Universität Rostock                                                                                           | Klassische Philologie                          | Sophokles, Platon: Staatstheorie, spätantike Dichtungstheorien (Proklos, Herakleitos und Plutarch), Aristoteles                            |      |
| Jacob Bernays (1824–1881)            | Deutscher       | Jüdisch-Theologisches Seminar in Breslau Universität Bonn                                                     | Klassische Philologie                          | Pseudo-Phokylides, Aristoteles, Theophrast, Heraklit von Ephesos, Lukian von Samosata                                                      |      |
| Gottfried Bernhardy (1800–1875)      | Deutscher       | Universität Halle                                                                                             | Klassische Philologie                          | Syntax der griechischen Sprache, Suda |      |
| Hans Bernsdorff (* 1965)             | Deutscher       | Universität Kiel Universität Frankfurt am Main                                                                | Klassische Philologie                          | Homer, Bukolische Dichtung |      |
| Erich Bethe (1863–1940)              | Deutscher       | Universität Rostock Universität Basel Universität Gießen Universität Leipzig                                  | Klassische Philologie                          | Homerisches Epos |      |
| Anton Bierl (* 1960)                 | Deutscher       | Universität Basel                                                                                             | Klassische Philologie                          | Griechische Tragödie, Aischylos, Euripides, Alte Komödie                                                                                   |      |
| Peter Bing (* 1955)                  | US-Amerikaner   | | Klassische Philologie                          | Hellenistische Dichtung, besonders Kallimachos                                                                                             |      |
| Friedrich Blass (1843–1907)          | Deutscher       | Universität Kiel Universität Halle                                                                            | Klassische Philologie                          | Griechische Rhetorik, attische Redner, griechische Grammatik, Neues Testament                                                              |      |
| Horst-Dieter Blume (* 1935)          | Deutscher       | Universität Münster                                                                                           | Klassische Philologie                          | Pseudo-Longinos, Menander, Euripides, Aischylos                                                                                            |      |
| Jean-François Boissonade (1774–1857) | Franzose        | Collège de France Universität von Paris                                                                       |                                                | Editionsphilologie: Flavius Philostratos, Ailios Herodianos, Eunapios von Sardes, Platon, Aristainetos, Babrios, Diogenes Laertios, Pindar |      |
| Jean Bollack (1923–2012)             | Franzose        | Universität Lille III                                                                                         |                                                | Empedokles, Parmenides, Heraklit, griechische Tragödie, Sophokles, Euripides                                                               |      |
| Jacques Bompaire (1924–2009)         | Franzose        | Universität Paris IV-Sorbonne Universität Nantes                                                              |                                                | Lukian von Samosata |      |
| Hermann Bonitz (1814–1888)           | Österreicher    | Universität Wien Gymnasium zum Grauen Kloster, Berlin                                                         | Klassische Philologie                          | Platon, Aristoteles |      |
| André Bonnard (1888–1959)            | Schweizer       | Universität Lausanne                                                                                          |                                                | Griechische Tragödie, Sappho, Sokrates, Platon                                                                                             |      |
| Robert J. Bonner (1868–1946)         | US-Amerikaner   | University of Chicago                                                                                         |                                                | Griechisches Recht |      |
| Véronique Boudon-Millot (* 1962)     | Französin       | École normale supérieure, rue d’Ulm CNRS                                                                      |                                                | Antike Medizin, Galen |      |
| Jean Bouffartigue (1939–2013)        | Franzose        | Universität Paris X Nanterre                                                                                  |                                                | Kaiser Julian, Porphyrios, Theodoret |      |
| Anthony J. Bowen (* 20. Jh.)         | Brite           | Jesus College, Cambridge                                                                                      |                                                | Aischylos, Plutarch, Xenophon |      |
| Angus Bowie (* 1949)                 | Brite           | Queen’s College, Oxford                                                                                       |                                                | Sappho, Alkaios, Aristophanes, Herodot, Homer, Odyssee                                                                                     |      |
| Ewen Bowie (* 1940)                  | Brite           | Corpus Christi College, Oxford                                                                                |                                                | Elegie, Iambos, Alte Komödie, hellenistische Dichtung, Zweite Sophistik, griechischer Roman, kaiserzeitliche Dichtung                      |      |
| Cecil Maurice Bowra (1898–1971)      | Brite           | Wadham College, Oxford                                                                                        |                                                | Homer, Ilias, frühgriechische Lyrik, Sophokles, Pindar                                                                                     |      |
| Dieter Bremer (1938–2023)            | Deutscher       | Universität München                                                                                           | Klassische Philologie                          | Aischylos, Pindar, Aristophanes |      |
| Jan Maarten Bremer (1932–2023)       | Niederländer    | Universiteit van Amsterdam                                                                                    |                                                | Aristoteles, Poetik, Homerisches Epos, archaische Lyrik, Iambos, Tragödie, Komödie, Hymnus                                                 |      |
| Luc Brisson (* 1946)                 | Franzose        | Centre Jean Pépin, CNRS, Villejuif                                                                            |                                                | Platon, Sophisten, Orphik |      |
| Christian Brockmann (* 1960)         | Deutscher       | Universität Hamburg Corpus Medicorum Graecorum/Latinorum, Berlin-Brandenburgische Akademie der Wissenschaften | Klassische Philologie                          | Platon, Aristophanes, Hippokrates, Galen                                                                                                   |      |
| Ivo Bruns (1853–1901)                | Deutscher       | Universität Kiel                                                                                              |                                                | Platon, Aristoteles, Epikur |      |
| Winfried Bühler (1929–2010)          | Deutscher       | University of California at Los Angeles Universität Hamburg                                                   | Klassische Philologie                          | Moschos, Pseudo-Longinos, griechische Paroimiographen                                                                                      |      |
| Felix Budelmann (* )                 | Deutscher       | Magdalen College, Oxford University of Manchester The Open University                                         |                                                | Griechische Tragödie, griechische Lyrik |      |
| Stefan Büttner (* 1967)              | Deutscher       | Universität Wien                                                                                              | Klassische Philologie                          | antike Philosophie, antike Literaturtheorie und Ästhetik, griechische Tragödie                                                             |      |
| Anthony William Bulloch (1942–2014)  | Brite           | University of California, Berkeley                                                                            | Klassische Philologie                          | Hellenistische Literatur und Kultur, Kallimachos                                                                                           |      |
| Peter Hart Burian (* 1943)           | US-Amerikaner   | Duke University                                                                                               |                                                | Griechische Tragödie, Aischylos, Euripides                                                                                                 |      |
| Walter Burkert (1931–2015)           | Deutscher       | Technische Universität Berlin Universität Zürich                                                              | Klassische Philologie                          | Homer, Pythagoras, Platon, Philolaos, Orphik, griechische Tragödie                                                                         |      |
| Anne Pippin Burnett (1925–2017)      | US-Amerikanerin | Universität Chicago                                                                                           |                                                | Pindar, Archilochos, Alkaios, Sappho, Bakchylides und Stesichoros; attische und hellenistische Tragödie (besonders Euripides)              |      |
| Adolf Busse (1856–1942)              | Deutscher       | Askanisches Gymnasium, Berlin Friedrichs–Gymnasium, Berlin                                                    | Klassische Philologie                          | Heraklit, Aristoteles, Aristoteles-Komnetatoren                                                                                            |      |
| Richard G. A. Buxton (* 20. Jh.)     | Brite           | Universität Bristol                                                                                           |                                                | Griechische Mythologie, griechische Tragödie, Sophokles                                                                                    |      |
| Ingram Bywater (1840–1914)           | Brite           | Exeter College, Oxford University of Oxford                                                                   |                                                | Heraklit, Priskianos Lydos, Aristoteles |      |

### C
| Wissenschaftler                                             | Nationalität        | Wirkungsort | Weitere Qualifikationen | Forschungsschwerpunkte | Bild |
| ----------------------------------------------------------- | ------------------- | --- | ----------------------- | --- | ---- |
| Douglas Cairns (* 1961)                                     | Brite               | Universität Edinburgh |                         | Historische Emotionsforschung (Epos, Tragödie, lyrische Dichtung) |      |
| Francis Cairns (* im 20. Jh.)                               | Brite               | Universität Liverpool University of Leeds Florida State University                                                                                                  | Latinistik              | Hellenistische Dichtung, Apollonios von Rhodos, Theokrit, griechisches Epigramm, Epigraphik von Euboia |      |
| Claude Calame (* 1943)                                      | Schweizer           | École des Hautes Études en Sciences Sociales, Paris Universität Lausanne                                                                                            |                         | Alkman und seine Partheneia; semiotische, anthropologische und pragmatische Untersuchung von Gesellschaft und Mythologie des antiken Griechenlands; Theseus; Eros der Griechen; mythologische Begründung der griechischen Kolonie Kyrene; Raum und Zeit in der frühgriechischen Dichtung (Hesiod, Bakchylides), in der Mythologie von Kyrene und in den orphischen Goldblättchen |      |
| David Aitken Campbell (* 1927)                              | Brite               | University of Victoria University of Bristol |                         | Griechische Lyrik |      |
| Malcolm Campbell (* 1943)                                   | Brite               | University of St Andrews |                         | Literatur des Hellenismus und der Kaiserzeit, Apollonios von Rhodos, Triphiodoros, Moschos, Bion von Smyrna, Aratos von Soloi, Quintus von Smyrna |      |
| Raffaele Cantarella (1898–1977)                             | Italiener           | Universität Mailand Katholische Universität Mailand |                         | Griechische Literaturgeschichte |      |
| Willem Canter (1542–1575)                                   | Niederländer        | Löwen | Latinistik              | Lykophron aus Chalkis, Athenaios, Euripides, Sophokles und Aischylos; Aelius Aristides, Gorgias von Leontinoi, Andokides und Lysias |      |
| Nicholas Carr (1524–1568)                                   | Brite               | University of Cambridge |                         | Demosthenes, Platon, Sophokles |      |
| Michel Casevitz (* 1937)                                    | Franzose            | Universität Paris-Nanterre Universität Lyon II |                         | Diodor, Pausanias, Plutarch |      |
| Paul Cauer (1854–1921)                                      | Deutscher           | Gymnasien in Berlin, Kiel, Flensburg, Düsseldorf, Schulamt Münster                                                                                                  |                         | Homer, Odyssee |      |
| Pierre Chantraine (1899–1974)                               | Franzose            | Sorbonne École pratique des hautes études, Paris Universität Lyon                                                                                                   |                         | Griechische Grammatik, Homerische Grammatik |      |
| Fernand Chapouthier (1899–1953)                             | Franzose            | Universität von Paris Universität Bordeaux Universität von Burgund École française d’Athènes                                                                        |                         | Euripides |      |
| Alexis Chassang (1827–1888)                                 | Franzose            | École normale supérieure (Paris) |                         | Flavius Philostratos, griechischer Roman |      |
| John Cheke (1514–1557)                                      | Brite               | University of Cambridge |                         | Johannes Chrysostomos |      |
| Nikos Ch. Chourmouziadis (1930–2013) Νίκος Χ. Χουρμουζιάδης | Grieche             | Universität Athen Universität Thessaloniki |                         | Griechische Tragödie: Euripides, Chor; Satyrspiel |      |
| Pierre Chuvin (1943–2016)                                   | Franzose            | Institut français d’études anatoliennes, Istanbul Institut français d’études de l’Asie centrale, Taschkent Université Paris X-Nanterre Universität Clermont-Ferrand |                         | Nonnos von Panopolis, Dionysiaka |      |
| Vittorio Citti (* 1932)                                     | Italiener           | Universität Trient |                         | Griechische Tragödie, Aischylos |      |
| James J. Clauss (* 1953)                                    | US-Amerikaner       | University of Washington |                         | Hellenistische Dichtung, Apollonios von Rhodos |      |
| Christopher Collard (* 1934)                                | Brite               | Queen’s College, Oxford |                         | Euripides, Satyrspiel |      |
| Domenico Comparetti (1835–1927)                             | Italiener           | Universität Florenz Universität Pisa |                         | Hypereides, Sophokles, griechische Inschriften |      |
| Desmond John Conacher (1918–2000)                           | Kanadier            | University of Toronto |                         | |      |
| Erwin F. Cook (* 1957)                                      | US-Amerikaner Brite | Trinity University, Texas |                         | Homer, Ilias und Odyssee |      |
| Elizabeth Craik (* 1939)                                    | Britin              | University of St Andrews |                         | Hippokrates von Kos, Euripides |      |
| Ugo Criscuolo (* 1944)                                      | Italiener           | Universität Neapel |                         | Euripides, Sophokles, Aischylos, Libanios, Gregor von Nazianz |      |
| Maurice Croiset (1846–1935)                                 | Franzose            | Collège de France |                         | Homer, Solon, Aischylos, Aristophanes, Platon, Demosthenes, Lukian von Samosata |      |
| Martin Cropp (* 1943)                                       | Kanadier            | University of Calgary |                         | |      |
| Eric Csapo (* 1953)                                         | Australier          | Universität Sydney | Klassische Philologie   | Antikes Theater, Theaterwesen, Drama, Mythologie |      |
| Johannes Cuno (1462/1463–1513)                              | Deutscher           | Worms Venedig Basel |                         | Gregor von Nazianz, Gregor von Nyssa, Basileios der Große, Johannes Chrysostomos und Nemesios von Emesa, De natura hominis |      |

### D
| Wissenschaftler                                        | Nationalität  | Wirkungsort                                                                                 | Weitere Qualifikationen                                           | Forschungsschwerpunkte                                                                                                 | Bild |
| ------------------------------------------------------ | ------------- | ------------------------------------------------------------------------------------------- | ----------------------------------------------------------------- | --- | ---- |
| Alphonse Dain (1896–1964)                              | Franzose      | École pratique des hautes études Institut catholique de Paris                               | Griechische Paläographie und Kodikologie Byzantinische Philologie | Sophokles, Griechische Anthologie                                                                                      |      |
| Stephen G. Daitz (1926–2014)                           | US-Amerikaner | City University of New York                                                                 |                                                                   | Euripides, Aristophanes, Platon, Aussprache des Altgriechischen, Rezitation altgriechischer Autoren                    |      |
| Amy Marjorie Dale (1901–1967)                          | Britin        | Birkbeck College                                                                            |                                                                   | Euripides, Metrik der lyrischen Partien der griechischen Tragödie                                                      |      |
| Giambattista D’Alessio (* 20. Jh.)                     | Italiener     | Universität Neapel Federico II                                                              |                                                                   | |      |
| Georg Danek (* 1957)                                   | Österreicher  | Universität Wien                                                                            |                                                                   | Homer; altgriechische Musik                                                                                            |      |
| Jean-Baptiste Gaspard d’Ansse de Villoison (1750–1805) | Franzose      | Universität von Paris, Collège de France                                                    | Neogräzistik                                                      | Entdecker zahlreicher Handschriften, darunter des Codex Venetus A der Ilias, Editionsphilologie                        |      |
| Malcolm Davies (* 1951)                                | Brite         | St John’s College, Oxford                                                                   |                                                                   | Fragmente der frühgriechischen Epiker, Fragmente der griechischen Lyriker, Sophokles, Stesichoros                      |      |
| Albert Debrunner (1884–1958)                           | Schweizer     | Universität Basel Universität Bern Universität Jena Universität Bern Universität Greifswald | Indogermanistik                                                   | Griechische Grammatik                                                                                                  |      |
| Enzo Degani (1934–2000)                                | Italiener     | Universität Bologna                                                                         |                                                                   | Elegie, Iambos, Hipponax, parodistische und gastronomische Dichtung, Epigramm, Lexikographie, Hesychios von Alexandria |      |
| Karl Deichgräber (1903–1984)                           | Deutscher     | Universität Göttingen Universität Marburg                                                   |                                                                   | Hippokrates von Kos, Aischylos                                                                                         |      |
| Phillip Howard DeLacy (1913–2006)                      | US-Amerikaner | Washington University, St. Louis                                                            | Klassische Philologie                                             | Galen, Plutarch, Philodem                                                                                              |      |
| Charles Delattre (* 1972)                              | Franzose      | Universität Lille III                                                                       |                                                                   | Griechische Mythologie, Mythos, Ritual und Fiktion, Literatur der Kaiserzeit                                           |      |
| John Dewar Denniston (1887–1949)                       | Brite         | Hertford College, Oxford                                                                    |                                                                   | griechische Partikeln, griechischer Prosastil, griechische Tragödie                                                    |      |
| Marcel Detienne (1935–2019)                            | Belgier       | Johns Hopkins University, Baltimore École pratique des hautes études                        |                                                                   | Homer, Hesiod |      |
| Matthaeus Devarius (um 1505–1581) Ματθαίος Δεβαρής     | Grieche       | Bibliotheca Apostolica Vaticana                                                             |                                                                   | griechische Partikeln, Index zu den Homer-Kommentaren des Eustathios von Thessalonike                                  |      |
| Vincenzo Di Benedetto (1934–2013)                      | Italiener     | Universität Pisa                                                                            |                                                                   | Homer, griechische Tragödie, Lyriker                                                                                   |      |
| Eleanor Dickey (* 1967)                                | Britin        | Universität Reading Universität Exeter                                                      |                                                                   | |      |
| Erich Diehl (1890–1952)                                | Deutscher     | Universität Jena Reichsuniversität Posen Universität Riga Universität Tomsk                 |                                                                   | Kallimachos |      |
| Albrecht Dihle (1923–2020)                             | Deutscher     | Universität Heidelberg Universität zu Köln                                                  |                                                                   | griechische Biographie, Homer, Euripides, griechische Literaturgeschichte                                              |      |
| Hans Diller (1905–1977)                                | Deutscher     | Universität Kiel Universität Rostock                                                        |                                                                   | Hippokrates von Kos, Euripides                                                                                         |      |
| Ludwig Dindorf (1805–1871)                             | Deutscher     | Leipzig                                                                                     |                                                                   | Textkritik griechischer Autoren (vor allem Xenophon, Diodor, Historiker der Spätantike)                                |      |
| Wilhelm Dindorf (1802–1883)                            | Deutscher     | Universität Leipzig                                                                         |                                                                   | Aischines, Isokrates, Themistios, Ailios Aristeides, Homer, Aischylos, Sophokles, Aristophanes                         |      |
| Gennaro D’Ippolito (* 1936)                            | Italiener     | Universität Palermo                                                                         | Neogräzistik                                                      | Homer, Nonnos von Panopolis, Triphiodoros, Musaios, Plutarch, Gregor von Nazianz, Synesios                             |      |
| Franz Dirlmeier (1904–1977)                            | Deutscher     | Universität Heidelberg Universität Würzburg Universität Mainz Universität München           |                                                                   | Aristoteles |      |
| Eric Robertson Dodds (1893–1973)                       | Brite         | University of Oxford Universität Birmingham                                                 |                                                                   | Platon, Euripides, Proklos                                                                                             |      |
| Eugen Dönt (1939–2022)                                 | Deutscher     | Universität Wien Universität Graz                                                           |                                                                   | Platon, Pindar, Aristoteles                                                                                            |      |
| Klaus Döring (* 1938)                                  | Deutscher     | Universität Bamberg                                                                         |                                                                   | Sophistik, Sokrates, Sokratiker, Platon, Kynismus, Stoa                                                                |      |
| Heinrich Dörrie (1911–1983)                            | Deutscher     | Universität Münster Universität Saarbrücken                                                 | Klassische Philologie                                             | griechischer Roman, Platonismus                                                                                        |      |
| Martin Luther D’Ooge (1839–1915)                       | US-Amerikaner | University of Michigan                                                                      | Klassische Philologie Theologie                                   | Demosthenes, Sophokles, Nikomachos von Gerasa                                                                          |      |
| Tiziano Dorandi (* 1954)                               | Italiener     | Centre Jean Pépin, CNRS, Villejuif                                                          |                                                                   | Akademie, Stoa, Kepos, Diogenes Laertios, Philodem, Porphyrios                                                         |      |
| Jean Dorat (1508–1588)                                 | Franzose      | Collège des lecteurs royaux Collège de Coqueret                                             |                                                                   | |      |
| Kenneth Dover (1920–2010)                              | Brite         | Corpus Christi College, Oxford Universität St Andrews                                       |                                                                   | Aristophanes, Theokrit, Platon, Lysias                                                                                 |      |
| Paul Dräger (* 1942)                                   | Deutscher     | Gymnasium in Trier                                                                          | Klassische Philologie                                             | Hesiod, Euripides, Sophokles, Apollonios von Rhodos, Apollodor, Eusebios                                               |      |
| Engelbert Drerup (1871–1942)                           | Deutscher     | Universität Nijmegen Universität Würzburg                                                   |                                                                   | Aussprache des Griechischen, Isokrates                                                                                 |      |
| Franz Drexl (1885–1951)                                | Deutscher     | Gymnasien in München, Ludwig-Maximilians-Universität München                                | Byzantinistik                                                     | Spätantike Traumbücher, Patristik                                                                                      |      |

### E
| Wissenschaftler                            | Nationalität   | Wirkungsort | Weitere Qualifikationen | Forschungsschwerpunkte                                                                    | Bild |
| ------------------------------------------ | -------------- | --- | ----------------------- | ----------------------------------------------------------------------------------------- | ---- |
| Patricia Elizabeth Easterling (* 1934)     | Britin         | University of Cambridge University College London Newnham College, Cambridge |                         | Griechische Tragödie, Sophokles                                                           |      |
| Ludwig Edelstein (1902–1965)               | Deutscher      | Rockefeller University, New York City Johns Hopkins University University of California, Berkeley University of Washington, Seattle Johns Hopkins University, Baltimore Universität Berlin | Klassische Philologie   | Hippokrates von Kos, Platon, Poseidonios                                                  |      |
| Bernd Effe (1942–2023)                     | Deutscher      | Universität Bochum Universität Konstanz | Klassische Philologie   | Lehrgedicht, Bukolik, Epos                                                                |      |
| Émile Egger (1813–1885)                    | Franzose       | Universität Paris |                         |                                                                                           |      |
| Philip van der Eijk (* 1962)               | Niederländer   | Humboldt-Universität zu Berlin Universität Newcastle | Klassische Philologie   | Aristoteles, Diokles von Karystos, Hippokrates, Philoponos, Nemesius of Emesa             |      |
| Winfried Elliger (1930–2019)               | Deutscher      | Universität Tübingen |                         | Homer, Griechische Tragödie                                                               |      |
| Peter Elmsley (1773–1825)                  | Brite          | University of Oxford |                         | Sophokles, Euripides                                                                      |      |
| Gerald F. Else (1908–1982)                 | US-Amerikaner  | University of Iowa University of Michigan |                         | Aristoteles, Poetik                                                                       |      |
| Helmut Engelmann (* 1937)                  | Deutscher      | Universität zu Köln | Klassische Philologie   | Alexanderroman, Epigraphik Kleinasiens                                                    |      |
| Hartmut Erbse (1915–2004)                  | Deutscher      | Universität Bonn Universität Tübingen Universität Hamburg | Klassische Philologie   | attizistische Lexika, Ilias-Schollen, Odyssee, Euripides, Thukydides, Herodot, Theosophen |      |
| Michael Erler (* 1953)                     | Deutscher      | Universität Würzburg Universität Erlangen-Nürnberg | Klassische Philologie   | Proklos, Isaak Sebastokrator, Platon, Epikur                                              |      |
| Anna Maria van Erp Taalman Kip (1935–2016) | Niederländerin | Universität von Amsterdam |                         | Griechische Tragödie, frühgriechische Dichtung                                            |      |

### F
| Wissenschaftler                     | Nationalität    | Wirkungsort | Weitere Qualifikationen                              | Forschungsschwerpunkte | Bild |
| ----------------------------------- | --------------- | --- | ---------------------------------------------------- | --- | ---- |
| Marco Fantuzzi (* 1957)             | Italiener       | Universität Macerata Universität Florenz                                                                                        |                                                      | Bion von Smyrna, Apollonios von Rhodos, hellenistische Dichtung                                                                   |      |
| Christopher A. Faraone (* 1955)     | US-Amerikaner   | Universität Chicago |                                                      | archaische und hellenistische Dichtung, antike Magie, griechische Religion und orientalische Einflüsse auf die griechische Kultur |      |
| Georgios Fatouros (1927–2018)       | Grieche         | Freie Universität Berlin | Byzantinistik                                        | Libanios |      |
| Wolfgang Fauth (1924–2020)          | Deutscher       | Universität Göttingen | Klassische Philologie                                | Nonnos von Panopolis, griechische Religion                                                                                        |      |
| André-Jean Festugière (1898–1982)   | Franzose        | École pratique des hautes études, Section des Sciences Religieuses, Paris                                                       | Religionsgeschichte                                  | Corpus Hermeticum, Philosophie der Antike                                                                                         |      |
| Patrick J. Finglass (* 1979)        | Brite           | University of Bristol Universität Nottingham                                                                                    |                                                      | Lyrik, Tragödie, Sophokles, Euripides, Pindar, Stesichoros, Sappho                                                                |      |
| John Huston Finley, Jr. (1904–1995) | US-Amerikaner   | Harvard University |                                                      | Homer, Pindar, Aischylos, Thukydides                                                                                              |      |
| Hellmut Flashar (1929–2022)         | Deutscher       | Universität München Universität Bochum                                                                                          | Klassische Philologie                                | Aristoteles, Hippokrates von Kos, Sophokles                                                                                       |      |
| Ulrich Fleischer (1910–1978)        | Deutscher       | Universität Hamburg | Klassische Philologie                                | Homer, Hippokrates von Kos, Lexikon des frühgriechischen Epos, Index Hippocraticus                                                |      |
| Sabine Föllinger (* 1963)           | Deutsche        | Universität Marburg | Klassische Philologie                                | Aischylos, gender |      |
| Richard Foerster (1843–1922)        | Deutscher       | Universität Breslau Universität Kiel Universität Rostock                                                                        | Klassische Philologie                                | Libanios, Chorikios von Gaza, antike Physiognomiker, Kaiser Julian, Zweite Sophistik                                              |      |
| Helene P. Foley (* 1942)            | US-Amerikanerin | Barnard College Columbia University                                                                                             |                                                      | Homerisches Epos, griechische Tragödie und Komödie, Frauen und gender in der Antike und die Rezeption der griechischen Tragödie   |      |
| Andrew Laughlin Ford (* 1952)       | US-Amerikaner   | Princeton University |                                                      | Homer, Poetik, Literaturkritik |      |
| William Wall Fortenbaugh (* 1936)   | US-Amerikaner   | Rutgers University, New Brunswick, New Jersey                                                                                   |                                                      | Theophrast, Aristoteles, Areios Didymos, Emotionen, Psychologie                                                                   |      |
| Herbert Baldwin Foster (1874–1906)  | US-Amerikaner   | Central College, Missouri Lehigh University University of South Dakota                                                          |                                                      | Cassius Dio |      |
| Harold North Fowler (1859–1955)     | US-Amerikaner   | Library of Congress Western Reserve University University of Texas at Austin Phillips Exeter Academy                            |                                                      | Thukydides, Plautus, Curtius Rufus, Platon und Plutarch                                                                           |      |
| Robert Louis Fowler (* 1954)        | Brite           | Universität Bristol University of Waterloo                                                                                      |                                                      | Griechische Geschichtsschreibung und Mythographie, griechisches Epos, griechische Lyrik                                           |      |
| Eduard Fraenkel (1888–1970)         | Deutscher       | Corpus Christi College, Oxford Universität Freiburg Universität Göttingen Universität Kiel Freie Universität Berlin             | Klassische Philologie                                | Aischylos, Euripides, Aristophanes                                                                                                |      |
| Hermann Fränkel (1888–1977)         | Deutscher       | Universität Stanford Universität Göttingen                                                                                      | Klassische Philologie                                | Homer, Frühgriechische Dichtung, frühgriechische Philosophie, Apollonios von Rhodos                                               |      |
| Paul Friedländer (1882–1962)        | Deutscher       | University of California Johns Hopkins University Universität Halle Universität Marburg                                         | Klassische Philologie                                | Griechische Tragödie, Platon, Epigrammatik                                                                                        |      |
| Rainer Friedrich (* 20. Jh.)        | Deutscher       | Dalhousie University | Klassische Philologie                                | Homer |      |
| Wolf-Hartmut Friedrich (1907–2000)  | Deutscher       | Universität Göttingen Universität Rostock                                                                                       | Klassische Philologie                                | Ilias, griechische Tragödie, Menander                                                                                             |      |
| Kurt von Fritz (1900–1985)          | Deutscher       | Freie Universität Berlin Columbia University Reed College, Portland (Oregon) Corpus Christi College, Oxford Universität Rostock | Klassische Philologie                                | Griechische Geschichtsschreibung, griechische Verfassungsgeschichte und Verfassungstheorie, Logik                                 |      |
| David J. Furley (1922–2010)         | Brite           | Princeton University |                                                      | Vorsokratiker, Aristoteles, Atomismus                                                                                             |      |
| William D. Furley (* 1953)          | Brite           | Universität Heidelberg |                                                      | Andokides, griechische Hymnen, Menander                                                                                           |      |
| Massimo Fusillo (* 1959)            | Italiener       | Universität L’Aquila | Vergleichende Literaturwissenschaft Literaturtheorie | Dionysos in den Bakchen des Euripides im 19. Jahrhundert, Griechenland bei Pasolini, griechischer Roman, Apollonios von Rhodos    |      |

### G
| Wissenschaftler                                  | Nationalität    | Wirkungsort | Weitere Qualifikationen                                                 | Forschungsschwerpunkte | Bild |
| ------------------------------------------------ | --------------- | --- | ----------------------------------------------------------------------- | --- | ---- |
| Hans Gärtner (1934–2014)                         | Deutscher       | Universität Regensburg | Klassische Philologie                                                   | griechische Medizin, Rufus von Ephesos, Plutarch, Diogenes Laertios |      |
| Michael Gagarin (* 1942)                         | US-Amerikaner   | University of Texas at Austin |                                                                         | Griechisches Recht, griechische Literatur und Philosophie |      |
| Konrad Gaiser (1929–1988)                        | Deutscher       | Universität Tübingen | Klassische Philologie                                                   | Platons ungeschriebene Lehre |      |
| Thomas Gaisford (1779–1855)                      | Brite           | University of Oxford Christ Church, Oxford                                                                                                 |                                                                         | Herodot, Hephaestion, Johannes Stobaios, Suda, Eusebius von Caesarea |      |
| Matthias Garbitius (um 1505–1559)                | Deutscher       | Universität Tübingen Universität Heidelberg                                                                                                |                                                                         | Äsop |      |
| Ivan Garofalo (* 1948)                           | Italiener       | Universität Siena |                                                                         | griechische Medizin, Galen, Erasistratos |      |
| Alexander F. Garvie (1934–2024)                  | Brite           | Universität Glasgow |                                                                         | Aischylos, Sophokles, Homer |      |
| Antonio Garzya (1927–2012)                       | Italiener       | Universität Neapel Universität Macerata | Byzantinische Geschichte Byzantinische Philologie Klassische Philologie | Chorlyrik (Alkman); Elegie (Theognis); Tragödie (Euripides) und ihre Rezeption in der Neuen Komödie (Menander); Synesios von Kyrene, Prokopios von Gaza, Dionysos von Philadelphia; Medizin der Spätantike (Oreibasios, Aëtios von Amida, Alexander von Tralleis, Paulos von Aigina, Cassius Iatrosofista)                                                         |      |
| Thomas Gelzer (1926–2010)                        | Schweizer       | Universität Bern | Klassische Philologie                                                   | Aristophanes, Neuplatonismus, Klassizismus |      |
| Maria Laura Gemelli Marciano (* 1952)            | Italienerin     | Universität Zürich | Klassische Philologie                                                   | Vorsokratiker, Doxographie, antike Medizin, antike Mystik |      |
| Bruno Gentili (1915–2014)                        | Italiener       | Universität Urbino | Klassische Philologie                                                   | Frühgriechische Dichtung: Pindar, Bakchylides, Anakreon, Elegie; griechische Metrik |      |
| Louis-Jules Gernet (1882–1962)                   | Franzose        | École pratique des hautes études, Paris Universität Algier                                                                                 |                                                                         | Griechisches Recht; Platon, Nomoi; Rhetorik: Lysias, Demosthenes; Sophistik: Antiphon; Begründer der historischen Anthropologie Griechenlands |      |
| Bernhard Gerth (1844–1911)                       | Deutscher       | König-Albert-Gymnasium, Leipzig Gymnasium Zwickau Königliches Gymnasium Dresden-Neustadt Alte Nikolaischule, Leipzig                       | Klassische Philologie                                                   | Altgriechische Grammatik (Syntax) |      |
| Giuseppe Giangrande (1927–2013)                  | Italiener       | King’s College London Birkbeck College, London King’s College, Cambridge                                                                   | Klassische Philologie                                                   | Eunapios von Sardes, Alexandrinische Literatur |      |
| Georgios K. Giannakis (* ) Γεώργιος Κ. Γιαννάκης | Grieche         | Aristoteles-Universität Thessaloniki Universität Ioannina Loyola Marymount University, Los Angeles University of California at Los Angeles | Indogermanistik                                                         | Altgriechische Sprachwissenschaft, Herausgeber der Encyclopedia of Ancient Greek Language and Linguistics |      |
| Marcello Gigante (1923–2001)                     | Italiener       | Universität Neapel Federico II Universität Triest                                                                                          | Papyrologie Byzantinistik                                               | Nomos, Philodemos von Gadara |      |
| Olof Gigon (1912–1998)                           | Schweizer       | Universität Bern Université de Fribourg | Klassische Philologie                                                   | griechische Philosophie, Heraklit, Theophrast, Sokrates, Platon, Aristoteles |      |
| Basil Lanneau Gildersleeve (1831–1924)           | US-Amerikaner   | Johns Hopkins University University of Virginia                                                                                            |                                                                         | griechische Syntax, Pindar, Justin der Märtyrer |      |
| Herwig Görgemanns (* 1931)                       | Deutscher       | Universität Heidelberg | Klassische Philologie                                                   | Platonismus, Platon, Plutarch, Origenes |      |
| Simon Goldhill (* 1957)                          | Brite           | University of Cambridge |                                                                         | griechische Tragödie (Aischylos, Sophokles), die Erfindung der Prosa, Liebe und Sexualität |      |
| Thomas Dwight Goodell (1854–1920)                | US-Amerikaner   | Yale University |                                                                         | griechische Metrik, Einfluss des Griechischen auf die englische Sprache, das griechische Theater |      |
| William Watson Goodwin (1831–1912)               | US-Amerikaner   | Harvard University |                                                                         | Griechische Grammatik |      |
| Jean Goulu (1576–1629)                           | Franzose        | |                                                                         | Epiktet, Pseudo-Dionysius Areopagita |      |
| Andrew Sydenham Farrar Gow (1886–1978)           | Brite           | University of Cambridge Trinity College, Cambridge                                                                                         |                                                                         | Theokrit, Bukoliker, Nikander, Anthologia Graeca, Machon |      |
| Christian Friedrich Graefe (1780–1851)           | Deutscher       | Universität St. Petersburg Theologische Hochschule St. Petersburg Alexander-Newski-Kloster                                                 | Klassische Philologie                                                   | Bukoliker, Triphiodoros, Kolluthos, Musaios, Nonnos von Panopolis, Paulus Silentiarius, Johannes von Gaza |      |
| Ernst Graf (1861–1940)                           | Deutscher       | Klassische Philologie Gymnasien in Gumbinnen (Ostpreußen) und Quedlinburg                                                                  |                                                                         | griechische Musik und Musiktheorie |      |
| Fritz Graf (* 1944)                              | Schweizer       | Ohio State University Universität Princeton Universität Basel                                                                              | Klassische Philologie                                                   | griechische Religion, besonders nordionische Kulte, Mythologie, Magie, Orphik |      |
| Jasper Griffin (1937–2019)                       | Brite           | Balliol College, Oxford |                                                                         | antikes Epos (Homer, Vergil) und lateinische Literatur |      |
| Bernard Abraham van Groningen (1894–1987)        | Niederländer    | Universität Leiden | Papyrologie                                                             | |      |
| Ernst Grumach (1902–1967)                        | Deutscher       | Humboldt-Universität Berlin Hochschule für die Wissenschaft des Judentums, Berlin                                                          | Klassische Philologie                                                   | Aristoteles, Stephanos von Byzanz |      |
| Alfred Gudeman (1862–1942)                       | Deutscher       | Thesaurus Linguae Latinae, München Cornell University University of Pennsylvania Johns Hopkins University                                  | Klassische Philologie                                                   | Aristoteles, Poetik |      |
| Constanze Güthenke (* 1972)                      | Deutsche        | Corpus Christi College, Oxford Princeton University                                                                                        | Neogräzistik                                                            | Plutarch, Biographie, Geschichte der Klassischen Philologie |      |
| Gasan Gusejnov (* 1953)                          | Russe           | Lomonossow-Universität, Moskau |                                                                         | Platon, Aischylos, Aristophanes |      |
| Dimitri Gutas (* 1945) Δημήτρης Γούτας           | Grieche         | Yale University | Arabistik                                                               | Medizin, Naturwissenschaft und Philosophie (vor allem in Bagdad) Editionsprojekt von William W. Fortenbaugh und Robert W. Sharples zu Theophrast Graeco-arabische Lexikographie: A Greek and Arabic Lexicon (mit Gerhard Endress) Übersetzungen zwischen dem Griechischen, Syrischen, Arabischen, Hebräischen und Lateinischen vom Hellenismus bis zur Renaissance |      |
| Kathryn Gutzwiller (* 1948)                      | US-Amerikanerin | University of Cincinnati |                                                                         | hellenistische Dichtung, Epigramm (Poseidippos), Bukolik (Theokrit) |      |

### H
| Wissenschaftler                    | Nationalität  | Wirkungsort | Weitere Qualifikationen | Forschungsschwerpunkte | Bild |
| ---------------------------------- | ------------- | --- | ----------------------- | --- | ---- |
| Moses Hadas (1900–1966)            | US-Amerikaner | Columbia University                                                                                                 | Klassische Philologie   | Hellenistische Kultur |      |
| Tomas Hägg (1938–2011)             | Schwede       | Universität Uppsala                                                                                                 |                         | Antiker Roman |      |
| John Hales (1584–1656)             | Brite         | University of Oxford Eton College                                                                                   |                         | |      |
| Edith Hall (* 1959)                | Britin        | King’s College London Royal Holloway College, London                                                                |                         | Griechische Tragödie, antike Sklaverei                                                                                               |      |
| Stephen Halliwell (* 1953)         | Brite         | Universität St Andrews                                                                                              |                         | |      |
| Richard Hamilton (* 1943)          | US-Amerikaner | Bryn Mawr College                                                                                                   |                         | Hesiod, Pindar, Choes, Anthesteria                                                                                                   |      |
| Jürgen Hammerstaedt (* 1960)       | Deutscher     | Universität zu Köln Universität Jena                                                                                |                         | |      |
| Eric Handley (1926–2013)           | Brite         | University of Cambridge Trinity College, Cambridge Institute of Classical Studies, London University College London |                         | |      |
| Richard Harder (1896–1957)         | Deutscher     | Universität Münster Universität Kiel Universität Königsberg                                                         |                         | |      |
| Dieter Harlfinger (* 1940)         | Deutscher     | Freie Universität Berlin Universität Hamburg                                                                        |                         | |      |
| Johann Adam Hartung (1801–1867)    | Deutscher     | Gymnasien in Erlangen, Schleusingen, Erfurt                                                                         |                         | |      |
| Johannes Hartung (1505–1579)       | Deutscher     | Universität Freiburg Universität Heidelberg                                                                         |                         | |      |
| Karl Benedikt Hase (1780–1864)     | Deutscher     | Universität Paris École polytechnique École des langues orientales                                                  |                         | |      |
| Walter Headlam (1866–1908)         | Brite         | King’s College, Cambridge                                                                                           |                         | Aischylos, Herodas, Textkritik |      |
| Malcolm Heath (1957–2025)          | Brite         | University of Leeds University of St Andrews Hertford College, Oxford                                               |                         | Griechische Poetik (Aristoteles, Poetik) und Rhetorik (Hermogenes, Menander Rhetor), griechische Tragödie und Komödie (Aristophanes) |      |
| Daniel Heinsius (1580–1655)        | Niederländer  | Universitätsbibliothek Leiden Universität Leiden                                                                    |                         | |      |
| Ernst Heitsch (1928–2019)          | Deutscher     | Universität Regensburg                                                                                              |                         | |      |
| Dirk tom Dieck Held (1939–2012)    | US-Amerikaner | Connecticut College, New London, Connecticut                                                                        |                         | |      |
| Georg Helmreich (1849–1921)        | Deutscher     | Gymnasium Carolinum, Ansbach Jean-Paul-Gymnasium, Hof                                                               |                         | Geschichte der Medizin im Altertum, Galen                                                                                            |      |
| Jeffrey Henderson (* 1946)         | US-Amerikaner | Boston University                                                                                                   |                         | |      |
| Albert Henrichs (1942–2017)        | Deutscher     | Universität Harvard                                                                                                 |                         | |      |
| Carl Hentze (1834–1908)            | Deutscher     | |                         | Homer: Ilias, Odyssee |      |
| Karl Friedrich Hermann (1804–1855) | Deutscher     | Universität Göttingen Universität Marburg                                                                           |                         | |      |
| Hans Herter (1899–1984)            | Deutscher     | Universität Bonn Universität Tübingen                                                                               |                         | |      |
| Alfred Heubeck (1914–1987)         | Deutscher     | Universität Erlangen-Nürnberg                                                                                       |                         | |      |
| Michael Hillgruber (* 1961)        | Deutscher     | Universität Halle                                                                                                   |                         | |      |
| Philippe Hoffmann (* 1953)         | Franzose      | École normale supérieure                                                                                            |                         | |      |
| Adrian S. Hollis (1940–2013)       | Brite         | Keble College, Oxford                                                                                               | Klassische Philologie   | Kallimachos, hellenistische Dichtung                                                                                                 |      |
| Douwe Holwerda (1920–2011)         | Niederländer  | Universität Groningen                                                                                               | Klassische Philologie   | Aristophanes |      |
| Niklas Holzberg (* 1946)           | Deutscher     | Universität München                                                                                                 |                         | |      |
| Hildebrecht Hommel (1899–1996)     | Deutscher     | Universität Tübingen Universität Heidelberg                                                                         |                         | |      |
| Geoffrey Horrocks (* 1951)         | Brite         | St John’s College, Cambridge                                                                                        | Indogermanistik         | |      |
| Martin Hose (* 1961)               | Deutscher     | Universität München Universität Greifswald                                                                          |                         | Griechisches Drama, Historiographie, Hellenistische Dichtung, Griechische Literatur der Kaiserzeit                                   |      |
| Matthäus Host (1509–1587)          | Deutscher     | Brandenburgische Universität Frankfurt                                                                              |                         | |      |
| Ernst Howald (1887–1967)           | Schweizer     | Universität Zürich                                                                                                  |                         | |      |
| Karl Hude (1860–1937)              | Däne          | Frederiksborg Statsskole                                                                                            |                         | Aristoteles: Athenaion politeia; Herodot; Thukydides; Xenophon; Lysias                                                               |      |
| Jean Humbert (1901–1980)           | Franzose      | Sorbonne Universität Lille Universität Lyon                                                                         |                         | Verschwinden des Dativs; Homerische Hymnen; Demosthenes; Sokrates und die kleinen Sokratiker; Griechische Grammatik                  |      |
| Milton W. Humphreys (1844–1928)    | US-Amerikaner | University of Virginia University of Texas at Austin Vanderbilt University Washington and Lee University            |                         | Aristophanes, Sophokles |      |
| Richard Hunter (* 1953)            | Australier    | University of Cambridge Pembroke College, Cambridge                                                                 |                         | |      |
| André Hurst (* 1940)               | Schweizer     | Universität Genf |                         | Apollonios von Rhodos, Menander, Lykophron aus Chalkis: Alexandra (Lykophron)                                                        |      |
| Gregory Hutchinson (* 1957)        | Brite         | University of Oxford Exeter College, Oxford                                                                         | Latinistik              | Hellenistische Dichtung, lyrische Dichtung, der Prosarhythmus Plutarchs                                                              |      |

### I
| Wissenschaftler                     | Nationalität  | Wirkungsort | Weitere Qualifikationen     | Forschungsschwerpunkte | Bild |
| ----------------------------------- | ------------- | --- | --------------------------- | ---------------------- | ---- |
| Henry Rudolph Immerwahr (1916–2013) | US-Amerikaner | American School of Classical Studies at Athens University of North Carolina at Chapel Hill                                                                          |                             |                        |      |
| Jean Irigoin (1920–2006)            | Franzose      | Collège de France Universität Paris IV–Sorbonne École pratique des hautes études, IVe section Universität Poitiers                                                  |                             |                        |      |
| Dieter Irmer (* 1935)               | Deutscher     | Thesaurus Linguae Graecae, Hamburg |                             |                        |      |
| Johannes Irmscher (1920–2000)       | Deutscher     | Zentralinstitut für Alte Geschichte und Archäologie, Berlin Deutsche Akademie der Wissenschaften zu Berlin Universität Halle-Wittenberg Humboldt-Universität Berlin | Byzantinistik, Neogräzistik |                        |      |
| Endre von Ivánka (1902–1974)        | Österreicher  | Universität Graz Universität Koloszvár/Cluj (Klausenburg) |                             |                        |      |

### J
| Wissenschaftler                      | Nationalität            | Wirkungsort | Weitere Qualifikationen | Forschungsschwerpunkte                                    | Bild |
| ------------------------------------ | ----------------------- | --- | ----------------------- | --------------------------------------------------------- | ---- |
| Günther Jachmann (1887–1979)         | Deutscher               | Universität zu Köln Universität Basel Universität Greifswald Universität Göttingen                                                                                |                         |                                                           |      |
| Felix Jacoby (1876–1959)             | Deutscher               | University of Oxford Universität Kiel |                         |                                                           |      |
| Jean-Marie Jacques (1924–2008)       | Franzose                | Universität Bordeaux |                         |                                                           |      |
| Werner Jaeger (1888–1961)            | Deutscher               | Universität Harvard Universität Chicago Universität Berlin Universität Kiel Universität Basel                                                                     |                         |                                                           |      |
| Markus Janka (* 1969)                | Deutscher               | Universität München |                         |                                                           |      |
| Richard Janko (* 1955)               | Brite und US-Amerikaner | University of Michigan University College London University of California, Los Angeles Columbia University, New York Trinity College, Cambridge                   |                         |                                                           |      |
| Richard Claverhouse Jebb (1841–1905) | Brite                   | University of Cambridge Universität Glasgow Trinity College, Cambridge                                                                                            |                         |                                                           |      |
| Walter Jens (1923–2013)              | Deutscher               | Universität Tübingen |                         |                                                           |      |
| Christian Jensen (1883–1940)         | Deutscher               | Universität Berlin Universität Bonn Universität Kiel Universität Königsberg Universität Jena Universität Königsberg                                               |                         |                                                           |      |
| Victor Jernstedt (1854–1902)         | Russe                   | Universität Sankt Petersburg | Byzantinistik           | attische Redner und Komödie: Menander                     |      |
| Irene J. F. de Jong (* 1957)         | Niederländerin          | Universität Amsterdam |                         |                                                           |      |
| Brian D. Joseph (* 1951)             | US-Amerikaner           | Ohio State University | Sprachwissenschaft      | Griechische Sprachwissenschaft von Mykene bis zur Moderne |      |
| François Jouan (1920–2009)           | Franzose                | Universität Paris-X Nanterre |                         |                                                           |      |
| Jacques Jouanna (* 1935)             | Franzose                | URA 1255 „Médecine grecque“, CNRS Universität Paris-IV Sorbonne Universität Straßburg II                                                                          |                         |                                                           |      |
| Benjamin Jowett (1817–1893)          | Brite                   | Balliol College, Oxford |                         |                                                           |      |
| Pierre Judet de la Combe (* 1949)    | Franzose                | École normale supérieure, Paris Centre de recherches interdisciplinaires sur l’Allemagne, CNRS École des Hautes Études en Sciences Sociales Universität Lille III |                         |                                                           |      |
| Fritz Jürß (* 1932)                  | Deutscher               | Akademie der Wissenschaften der DDR, Berlin |                         |                                                           |      |

### K
| Wissenschaftler                                              | Nationalität    | Wirkungsort                                                                                                | Weitere Qualifikationen                          | Forschungsschwerpunkte | Bild |
| ------------------------------------------------------------ | --------------- | --- | ------------------------------------------------ | --- | ---- |
| Adolf Kaegi (1849–1923)                                      | Schweizer       | Universität Zürich                                                                                         |                                                  | |      |
| Lutz Käppel (* 1960)                                         | Deutscher       | Universität Kiel                                                                                           |                                                  | |      |
| Georg Kaibel (1849–1901)                                     | Deutscher       | Universität Göttingen Universität Straßburg Universität Greifswald Universität Rostock Universität Breslau |                                                  | |      |
| Ioannis Kakridis (1901–1992) Ιωάννης Κακριδής                | Grieche         | |                                                  | |      |
| Theofanis Kakridis (1933–2019) Θεοφάνης Κακριδής             | Grieche         | |                                                  | |      |
| Theofanis Kakridis (1869–1929) Θεοφάνης Κακριδής             | Grieche         | |                                                  | |      |
| Ioannis E. Kalitsunakis (1878–1966) Ιωάννης Ε. Καλιτσουνάκης | Grieche         | Freie Universität Berlin Universität Athen Universität Berlin                                              | Byzantinistik Klassische Philologie              | |      |
| Athanasios Kambylis (1928–2021) Αθανάσιος Καμπύλης           | Grieche         | Universität Hamburg                                                                                        | Byzantinische Philologie Neogräzistik            | |      |
| Jan Coenraad Kamerbeek (1907–1998)                           | Niederländer    | Universität von Amsterdam                                                                                  |                                                  | Sophokles, Euripides |      |
| Richard Kannicht (1931–2020)                                 | Deutscher       | |                                                  | |      |
| Ernst Kapp (1888–1978)                                       | Deutscher       | Columbia University Universität Hamburg                                                                    |                                                  | |      |
| Stylianos G. Kapsomenos (1907–1978) Στυλιανός Γ. Καψωμένος   | Grieche         | |                                                  | |      |
| Rudolf Kassel (1926–2020)                                    | Deutscher       | |                                                  | |      |
| Bruno Keil (1859–1916)                                       | Deutscher       | |                                                  | |      |
| Frederic G. Kenyon (1863–1952)                               | Brite           | British Museum Magdalen College, Oxford                                                                    | Griechische Paläographie Griechische Papyrologie | Überlieferung des Neuen Testaments Aristoteles, Der Staat der Athener                                                             |      |
| Arnd Kerkhecker (* 1965)                                     | Deutscher       | |                                                  | |      |
| Otto Kern (1863–1942)                                        | Deutscher       | |                                                  | |      |
| Jula Kerschensteiner (1917–1996)                             | Deutsche        | |                                                  | |      |
| Geoffrey Kirk (1921–2003)                                    | Brite           | |                                                  | |      |
| Humphrey Davy Findley Kitto (1897–1982)                      | Brite           | |                                                  | |      |
| Gerrit Kloss (* 1961)                                        | Deutscher       | |                                                  | |      |
| Bernard MacGregor Walker Knox (1914–2010)                    | US-Amerikaner   | |                                                  | |      |
| Adolf Köhnken (1938–2017)                                    | Deutscher       | Universität Münster Universität Bonn                                                                       | Klassische Philologie                            | Lyrik, Pindar, hellenistische Dichtung (Apollonios von Rhodos, Theokrit), griechisch-römische Geschichtsschreibung, Erzähltechnik |      |
| Alfred Körte (1866–1946)                                     | Deutscher       | | Klassische Philologie                            | Menander |      |
| David Konstan (1940–2024)                                    | US-Amerikaner   | Brown University                                                                                           |                                                  | |      |
| E. Christian Kopff (* 1946)                                  | US-Amerikaner   | University of Colorado at Boulder                                                                          |                                                  | |      |
| Martin Korenjak (* 1971)                                     | Österreicher    | Universität Innsbruck Universität Bern                                                                     |                                                  | |      |
| Stylianos Korres (1910–1989) Στυλιανός Κορρές                | Grieche         | Universität Athen                                                                                          |                                                  | Archaische Lyrik |      |
| Gustav Kramer (1806–1888)                                    | Deutscher       | Universität Halle-Wittenberg Gymnasien in Berlin                                                           |                                                  | |      |
| Eveline Krummen (* 1956)                                     | Schweizerin     | Universität Graz                                                                                           |                                                  | |      |
| Joseph-Hans Kühn (1911–1994)                                 | Deutscher       | Universität Hamburg                                                                                        |                                                  | |      |
| Wolfgang Kullmann (1927–2022)                                | Deutscher       | Universität Freiburg Universität Marburg                                                                   |                                                  | |      |
| Leslie Kurke (* 1959)                                        | US-Amerikanerin | University of California, Berkeley                                                                         |                                                  | Archaisches Griechenland, kulturelle Poetik, Pindar, Aesop                                                                        |      |

### L
| Wissenschaftler                               | Nationalität    | Wirkungsort                                                                           | Weitere Qualifikationen             | Forschungsschwerpunkte | Bild |
| --------------------------------------------- | --------------- | ------------------------------------------------------------------------------------- | ----------------------------------- | --- | ---- |
| André Laks (* 1950)                           | Franzose        | Sorbonne Universität Lille Princeton University Universität Lille                     |                                     | Diogenes von Apollonia, Platon |      |
| Robert D. Lamberton (* 1943)                  | US-Amerikaner   |                                                                                       |                                     | |      |
| Alessandro Lami (1949–2015)                   | Italiener       | Universität Pisa                                                                      | Klassische Philologie               | Griechische Philosophie und antike Medizin                                                                                          |      |
| Basil Laourdas (1912–1971) Βασίλειος Λαούρδας | Grieche         | Institut für Balkan-Studien, Thessaloniki                                             | Klassische Philologie Byzantinistik | Isokrates, Solon |      |
| André Lardinois (* 1961)                      | Niederländer    |                                                                                       |                                     | |      |
| François Lasserre (1919–1989)                 | Schweizer       |                                                                                       |                                     | |      |
| Joachim Latacz (* 1934)                       | Deutscher       |                                                                                       |                                     | |      |
| Bruno Lavagnini (1898–1992)                   | Italiener       | Universität Palermo                                                                   | Byzantinistik, Neogräzistik         | |      |
| Walter Leaf (1852–1927)                       | Brite           | Trinity College, Cambridge                                                            |                                     | Homer, Ilias |      |
| Kevin Hargreaves Lee (1941–2001)              | Australier      | Universität Sydney University of Canterbury                                           |                                     | Euripides, Quintus von Smyrna |      |
| Mary Lefkowitz (* 1935)                       | US-Amerikanerin |                                                                                       |                                     | |      |
| Luigi Lehnus (* 1946)                         | Italiener       | Universität Mailand Universität Genua                                                 |                                     | Kallimachos |      |
| Otto Lendle (1926–1999)                       | Deutscher       |                                                                                       |                                     | |      |
| Albin Lesky (1896–1981)                       | Österreicher    |                                                                                       |                                     | |      |
| Françoise Létoublon (* 1946)                  | Französin       | Universität Grenoble                                                                  |                                     | Verben der Bewegung im Griechischen, griechischer Roman, Homerrezeption in Frankreich nach der Querelle des Anciens et des Modernes |      |
| Manu Leumann (1889–1977)                      | Deutscher       |                                                                                       |                                     | |      |
| Ivan M. Linforth (1879–1976)                  | US-Amerikaner   | University of California, Berkeley                                                    |                                     | |      |
| Niall Livingstone (* )                        | Brite           | Christ Church                                                                         |                                     | Literatur- und Ideengeschichte von der archaischen bis zur hellenistischen Zeit, Isokrates, griechisches Epigramm                   |      |
| Richard Winn Livingstone (1880–1960)          | Brite           | Corpus Christi College                                                                |                                     | |      |
| Enrico Livrea (* 1944)                        | Italiener       | Universität Florenz                                                                   |                                     | Hellenistische und spätantike Dichtung                                                                                              |      |
| Geoffrey Ernest Richard Lloyd (* 1933)        | Brite           |                                                                                       |                                     | |      |
| Hugh Lloyd-Jones (1922–2009)                  | Brite           |                                                                                       |                                     | |      |
| Christian August Lobeck (1781–1860)           | Deutscher       | Universität Königsberg                                                                |                                     | griechische Religionsgeschichte, Sophokles, griechische Sprachforschung, der Grammatiker und Lexikograph Phrynichos                 |      |
| Johannes Löwenklau (1541–1594)                | Deutscher       |                                                                                       |                                     | |      |
| Albert Lord (1912–1991)                       | US-Amerikaner   | Harvard University                                                                    | Slawistik                           | Homer, oral poetry |      |
| Donald William Lucas (1905–1985)              | Brite           | King’s College, Cambridge                                                             |                                     | Aristoteles, Poetik |      |
| Walther Ludwig (* 1929)                       | Deutscher       |                                                                                       |                                     | |      |
| Luo Niansheng (1904–1990) Λούο Νιάν Σενγκ     | Chinese         | Chinesische Akademie der Sozialwissenschaften Peking-Universität Tsinghua-Universität |                                     | |      |

### M
| Wissenschaftler                                           | Nationalität  | Wirkungsort                              | Weitere Qualifikationen                | Forschungsschwerpunkte | Bild |
| --------------------------------------------------------- | ------------- | ---------------------------------------- | -------------------------------------- | --- | ---- |
| Paul Maas (1880–1964)                                     | Deutscher     |                                          |                                        | |      |
| Ernst Maass (1856–1929)                                   | Deutscher     |                                          |                                        | |      |
| Douglas M. MacDowell (1931–2010)                          | Brite         |                                          |                                        | |      |
| Colin William MacLeod (1943–1981)                         | Brite         |                                          |                                        | |      |
| Matthew Donald Macleod (1922–2010)                        | Brite         |                                          |                                        | |      |
| Herwig Maehler (1935–2021)                                | Deutscher     |                                          |                                        | |      |
| Friedhelm Mann (* 1942)                                   | Deutscher     |                                          |                                        | |      |
| Bernd Manuwald (* 1942)                                   | Deutscher     |                                          |                                        | |      |
| Lodoïs de Martin du Tyrac, Comte de Marcellus (1795–1861) | Franzose      |                                          |                                        | Nonnos von Panopolis, Dionysiaka und Paraphrase des Johannes-Evangeliums                                                                                    |      |
| Walter Marg (1910–1983)                                   | Deutscher     |                                          |                                        | |      |
| Richard P. Martin (* 1954)                                | US-Amerikaner | Princeton University Stanford University |                                        | griechische Dichtung, Mythologie und Religion in den homerischen Epen, Performativität antiker Dichtung                                                     |      |
| Donald J. Mastronarde (* 1948)                            | US-Amerikaner |                                          |                                        | Euripides |      |
| Kjeld Matthiessen (1930–2010)                             | Deutscher     |                                          |                                        | Euripides |      |
| Paul Mazon (1874–1955)                                    | Franzose      |                                          |                                        | |      |
| Friedrich Mehmel (1910–1951)                              | Deutscher     |                                          |                                        | |      |
| August Meineke (1790–1870)                                | Deutscher     |                                          |                                        | |      |
| Louis Méridier (1879–1933)                                | Franzose      |                                          |                                        | |      |
| Benjamin Dean Meritt (1899–1989)                          | US-Amerikaner |                                          |                                        | |      |
| Reinhold Merkelbach (1918–2006)                           | Deutscher     |                                          |                                        | |      |
| Augustus C. Merriam (1843–1895)                           | US-Amerikaner |                                          |                                        | |      |
| Hans Joachim Mette (1906–1986)                            | Deutscher     |                                          |                                        | |      |
| Johannes Metzler (1494–1538)                              | Deutscher     | Gymnasium in Breslau Universität Leipzig |                                        | Griechische Grammatik Plutarch Demosthenes |      |
| Karin Metzler (* 1956)                                    | Deutsche      | Freie Universität Berlin                 | Klassische Philologie                  | Christliche Literatur, Origenes, Prokopios von Gaza, Athanasius von Alexandrien                                                                             |      |
| Emmanuel Miller (1812–1886)                               | Franzose      | École des langues orientales, Paris      | Byzantinistik Kodikologie Paläographie | Handschriften, Datierung von Handschriften des Neuen Testaments, Philosophumena                                                                             |      |
| Konstantinos Minas (1788–1859)                            | Grieche       | Paris                                    | Philologie                             | Handschriftenankauf in griechischen Klöstern, Edition von Handschriften bis dahin unbekannter Texte des Babrios und des Philostrat sowie der Philosophumena |      |
| Elizabeth Minchin                                         | Australierin  | Australian National University           |                                        | Homer |      |
| Peter von Möllendorff (* 1963)                            | Deutscher     |                                          |                                        | |      |
| David Monro (1836–1905)                                   | Brite         | Oriel College, Universität Oxford        |                                        | Homer |      |
| Franco Montanari (* 1950)                                 | Italiener     |                                          |                                        | |      |
| Fédéric Morel (1552–1630)                                 | Franzose      | Collège de France                        |                                        | Aristoteles, Dion Chrysostomos, Strabon, Plutarch, Maximos von Tyros, Libanios, Hierocles, Theodoret                                                        |      |
| Glenn W. Most (* 1952)                                    | US-Amerikaner |                                          |                                        | |      |
| Peter von der Mühl (1885–1970)                            | Schweizer     |                                          |                                        | |      |
| Carl Werner Müller (1931–2018)                            | Deutscher     | Universität Saarbrücken                  |                                        | |      |
| Dietram Müller (* 1941)                                   | Deutscher     | Universität Mainz                        | Neogräzistik                           | |      |
| Friedrich Müller (1900–1975)                              | Deutscher     |                                          |                                        | |      |
| Gerhard Müller (1907–1988)                                | Deutscher     |                                          |                                        | |      |
| Christian Mueller-Goldingen (* 1954)                      | Deutscher     |                                          |                                        | Griechische Tragödie, antike Philosophie, Aristoteles, Platon, antike Lyrik, Poetiken und politische Philosophie der Antike                                 |      |
| Gilbert Murray (1866–1957)                                | Brite         |                                          |                                        | |      |
| Minoides Mynas – siehe unter: Konstantinos Minas          |               |                                          |                                        | |      |

### N
| Wissenschaftler                   | Nationalität    | Wirkungsort | Weitere Qualifikationen | Forschungsschwerpunkte                                  | Bild |
| --------------------------------- | --------------- | --- | ----------------------- | ------------------------------------------------------- | ---- |
| Gregory Nagy (* 1942)             | US-Amerikaner   | Center for Hellenic Studies Universität Harvard |                         |                                                         |      |
| August Nauck (1822–1892)          | Deutscher       | Universität Sankt Petersburg Russische Akademie der Wissenschaften, Sankt Petersburg                                                               |                         |                                                         |      |
| Ada Neschke-Hentschke (1942–2013) | Deutsche        | Universität Lausanne Universität Frankfurt am Main                                                                                                 |                         |                                                         |      |
| Heinz-Günther Nesselrath (* 1957) | Deutscher       | Universität Göttingen Universität Bern |                         |                                                         |      |
| Hans-Joachim Newiger (1925–2011)  | Deutscher       | Universität Konstanz |                         |                                                         |      |
| Klaus Nickau (* 1934)             | Deutscher       | Universität Göttingen |                         |                                                         |      |
| Walter Nicolai (1933–2018)        | Deutscher       | Universität Mainz | Klassische Philologie   | Homer, Hesiod, Herodot, Aischylos, Sophokles, Euripides |      |
| Friedrich Nietzsche (1844–1900)   | Deutscher       | Universität Basel |                         |                                                         |      |
| Gilbert Norwood (1880–1954)       | Kanadier        | Universität Toronto |                         |                                                         |      |
| René Nünlist (* 1965)             |                 | Universität zu Köln Brown University |                         |                                                         |      |
| Martha Nussbaum (* 1947)          | US-Amerikanerin | Universität Chicago World Institute for Development of Economic Research, United Nations University, Helsinki Brown University Universität Harvard |                         |                                                         |      |

### O
| Wissenschaftler                    | Nationalität  | Wirkungsort                                                                                                  | Weitere Qualifikationen | Forschungsschwerpunkte                                                                             | Bild |
| ---------------------------------- | ------------- | --- | ----------------------- | -------------------------------------------------------------------------------------------------- | ---- |
| Whitney Jennings Oates (1904–1973) | US-Amerikaner | Universität Princeton                                                                                        |                         | |      |
| Dirk Obbink (* 1957)               | US-Amerikaner | Universität Michigan University of Oxford Columbia University                                                |                         | |      |
| Stuart Douglas Olson (* 1957)      | US-Amerikaner | University of Minnesota                                                                                      |                         | Komödie, Aristophanes                                                                              |      |
| Samuel Stanhope Orris (1832–1905)  | US-Amerikaner | Universität Princeton                                                                                        |                         | |      |
| Walter F. Otto (1874–1958)         | Deutscher     | Universität Tübingen Universität Königsberg Universität Frankfurt am Main Universität Basel Universität Wien |                         | |      |
| Oliver Overwien (* 1971)           | Deutscher     | Corpus Medicorum Graecorum/Latinorum                                                                         | Klassische Philologie   | Lukian von Samosata, Diogenes von Sinope sowie Hippokrates und Galen samt arabischer Überlieferung |      |

### P
| Wissenschaftler                                               | Nationalität  | Wirkungsort | Weitere Qualifikationen                             | Forschungsschwerpunkte                                                                             | Bild |
| ------------------------------------------------------------- | ------------- | --- | --------------------------------------------------- | -------------------------------------------------------------------------------------------------- | ---- |
| Lewis R. Packard (1838–1884)                                  | US-Amerikaner | American School of Classical Studies at Athens Yale University                                                                     |                                                     | |      |
| Ruth Padel (* 1946)                                           | Britin        | Wadham College, Oxford |                                                     | |      |
| Guido Paduano (* 1944)                                        | Italiener     | Universität Pisa | Klassische Philologie                               | Griechische Tragödie: Aischylos, Sophokles, Euripides; griechische Komödie: Aristophanes, Menander |      |
| Denys Lionel Page (1908–1978)                                 | Brite         | Jesus College, Cambridge Trinity College, Cambridge University of Cambridge Christ Church, Oxford                                  |                                                     | |      |
| Evangelos P. Papanoutsos (1900–1982) Ευάγγελος Π. Παπανούτσος | Grieche       | Bildungsministerium Griechisches Schulsystem                                                                                       | Neogräzistik Philosophie                            | |      |
| Manolis Papathomopoulos (1930–2011) Μανόλης Παπαθωμόπουλος    | Grieche       | Universität Ioannina | Byzantinistik, Neogräzistik                         | |      |
| Milman Parry (1902–1935)                                      | US-Amerikaner | Universität Harvard |                                                     | |      |
| Peter J. Parsons (1936–2022)                                  | Brite         | University of Oxford Christ Church, Oxford                                                                                         |                                                     | |      |
| Harald Patzer (1910–2005)                                     | Deutscher     | Universität Frankfurt am Main |                                                     | |      |
| Edwin Patzig (1846–1929)                                      | Deutscher     | Thomasschule zu Leipzig Alte Nikolaischule (Leipzig)                                                                               |                                                     | Musaios, Ps.Nonnos, mythologische Scholien                                                         |      |
| Thomas Paulsen (* 1959)                                       | Deutscher     | Universität Frankfurt am Main |                                                     | |      |
| Alfred Chilton Pearson (1861–1935)                            | Brite         | University of Cambridge Universität Liverpool                                                                                      |                                                     | |      |
| Christopher Pelling (* 1947)                                  | Brite         | |                                                     | |      |
| Friedrich Pensold (1530–1589)                                 | Deutscher     | Kurfürstlich sächsische Landesschule in St. Afra Universität Jena Universität Greifswald Universität Wittenberg                    |                                                     | |      |
| Ben Edwin Perry (1892–1962)                                   | US-Amerikaner | University of Illinois at Urbana-Champaign                                                                                         |                                                     | |      |
| Agostino Pertusi (1918–1979)                                  | Italiener     | Katholische Universität Mailand | Byzantinische Philologie                            | Corpus Fontium Historiae Byzantinae                                                                |      |
| Rudolf Pfeiffer (1889–1979)                                   | Deutscher     | Universität München Corpus Christi College, Oxford Universität München Universität Freiburg Universität Hamburg Universität Berlin |                                                     | |      |
| Christian Pietsch (* 1960)                                    | Deutscher     | Universität Münster |                                                     | |      |
| Leonzio Pilato (?–1366)                                       | Grieche       | Universität Florenz |                                                     | Erster nachantiker Inhaber eines Lehrstuhls für Gräzistik Homer-Übersetzer                         |      |
| Max Pohlenz (1872–1962)                                       | Deutscher     | Universität Göttingen |                                                     | |      |
| Filippo Maria Pontani (1913–1983)                             | Italiener     | Universität Padua | Neogräzistik Byzantinistik literarische Übersetzung | |      |
| Filippomaria Pontani (* 1976)                                 | Italiener     | Universität Venedig | Byzantinistik literarische Übersetzung              | |      |
| Richard Porson (1759–1808)                                    | Brite         | London Institution University of Cambridge Trinity College, Cambridge                                                              |                                                     | |      |
| James I. Porter (* 1954)                                      | US-Amerikaner | Universität Michigan |                                                     | |      |
| Johannes Posselius (1528–1591)                                | Deutscher     | Universität Rostock |                                                     | Griechische Syntax, Pindar, Galen                                                                  |      |
| Barry Bruce Powell ()                                         | US-Amerikaner | University of Wisconsin–Madison |                                                     | |      |
| William Kelly Prentice (1871–1964)                            | US-Amerikaner | Universität Princeton |                                                     | |      |
| Oliver Primavesi (* 1961)                                     | Deutscher     | Universität München |                                                     | Griechische Philosophie Homerisches Epos, Papyrologie                                              |      |
| W. Kendrick Pritchett (1909–2007)                             | US-Amerikaner | University of California, Berkeley                                                                                                 |                                                     | Griechische Geschichtsschreibung, Epigraphik, Topographie und Kulturgeschichte                     |      |
| Pietro Pucci (* 1927)                                         | Italiener     | Cornell University |                                                     | |      |

### R
| Wissenschaftler                              | Nationalität  | Wirkungsort                                                                   | Weitere Qualifikationen    | Forschungsschwerpunkte | Bild |
| -------------------------------------------- | ------------- | ----------------------------------------------------------------------------- | -------------------------- | --- | ---- |
| Ludwig Radermacher (1867–1952)               | Österreicher  | Universität Wien Universität Münster Universität Greifswald                   |                            | |      |
| Stefan Radt (1927–2017)                      | Niederländer  | Universität Groningen                                                         |                            | |      |
| Georg Rechenauer (* 1956)                    | Deutscher     | Universität Regensburg                                                        |                            | |      |
| Otto Regenbogen (1891–1966)                  | Deutscher     | Universität Heidelberg Universität Berlin                                     |                            | Homer, Aischylos, Platon, Aristoteles, Theophrast, Epikureismus                                                                   |      |
| Friedrich Rehkopf (* 20. Jahrhundert)        | Deutscher     | Universität Göttingen                                                         | Evangelische Theologie     | Bibelgriechisch, Evangelium nach Lukas, Flavius Josephus, didaktische Hilfsmittel                                                 |      |
| Michael Reichel (* 1960)                     | Deutscher     |                                                                               |                            | |      |
| Karl Reinhardt (1886–1958)                   | Deutscher     |                                                                               |                            | |      |
| Johann Jacob Reiske (1716–1774)              | Deutscher     |                                                                               |                            | |      |
| Antonios Rengakos (* 1957) Αντώνιος Ρεγκάκος | Grieche       | Aristoteles-Universität Thessaloniki                                          | Klassische Philologie      | Griechisches Epos, hellenistische Dichtung und Geschichtsschreibung, Thukydides, Rezeption und Überlieferung der homerischen Epen |      |
| Olivier Reverdin (1913–2000)                 | Schweizer     | Universität Genf                                                              |                            | Platon, Kreta |      |
| Martin Revermann (* 20. Jh.)                 | Deutscher     | University of Toronto                                                         | Klassische Philologie      | Aristophanes, griechische Tragödie                                                                                                |      |
| John E. Rexine (1929–1993)                   | US-Amerikaner | Colgate University                                                            | Neogräzistik Byzantinistik | Thukydides, Philosophie der Antike, Solon, Platon                                                                                 |      |
| Balthasar Rhaw (I.) (1527–1601)              | Deutscher     |                                                                               |                            | |      |
| Christoph Riedweg (* 1957)                   | Schweizer     |                                                                               |                            | |      |
| Rudolf Rieks (* 1937)                        | Deutscher     |                                                                               |                            | |      |
| Albert Rijksbaron (* 1943)                   | Niederländer  |                                                                               |                            | Griechische Grammatik |      |
| Ernst Risch (1911–1988)                      | Schweizer     |                                                                               |                            | |      |
| André Rivier (1914–1973)                     | Schweizer     | Universität Lausanne                                                          |                            | Euripides, griechisches Drama |      |
| Edmund Yard Robbins (1867–1942)              | US-Amerikaner | Princeton University                                                          |                            | |      |
| Wolfgang Rösler (* 1944)                     | Deutscher     | Humboldt-Universität zu Berlin Universität Konstanz                           |                            | |      |
| Erwin Rohde (1845–1898)                      | Deutscher     | Universität Heidelberg Universität Tübingen Universität Jena Universität Kiel |                            | |      |
| Panagiotis Roilos (* 1969) Παναγιώτης Ροϊλός | Grieche       | Universität Harvard Ohio State University                                     | Neogräzistik Byzantinistik | Literaturanthropologie |      |
| Jacqueline de Romilly (1913–2010)            | Französin     | Collège de France Universität Paris-IV Sorbonne Universität Lille             |                            | |      |
| Valentin Rose (1829–1916)                    | Deutscher     | Königliche Bibliothek zu Berlin                                               |                            | |      |
| Ralph M. Rosen (* 1956)                      | US-Amerikaner | University of Pennsylvania                                                    |                            | |      |
| Luigi Enrico Rossi (1933–2009)               | Italiener     | Universität Rom                                                               |                            | |      |
| Valentin Rost (1790–1862)                    | Deutscher     | Gymnasium in Gotha                                                            |                            | Lexikographie |      |
| Cornelis Jord Ruijgh (1930–2004)             | Niederländer  | Universität Amsterdam                                                         |                            | |      |
| Martín Ruipérez Sánchez (1923–2015)          | Spanier       | Universität Complutense Universität Salamanca                                 | Klassische Philologie      | Syntax, Semantik, Mykenisches Griechisch, Episches Griechisch                                                                     |      |
| Donald Andrew Russell (1920–2020)            | Brite         | St John’s College, Oxford                                                     |                            | |      |
| Ian Rutherford (* 1959)                      | Brite         | Universität Reading                                                           |                            | |      |

### S
| Wissenschaftler                                                                | Nationalität        | Wirkungsort | Weitere Qualifikationen     | Forschungsschwerpunkte | Bild |
| ------------------------------------------------------------------------------ | ------------------- | --- | --------------------------- | --- | ---- |
| Helmut Saake (* 1942)                                                          | Deutscher           | Katholische Priesterseminare in: - Los Angeles - New Delhi - Philadelphia - Jönköping Universität Basel                                                                                          |                             | Sappho, Neues Testament, Pneumatologie |      |
| David Sansone (* 1946)                                                         | US-Amerikaner       | University of Illinois at Urbana-Champaign University of Hawaiʻi at Mānoa |                             | Euripides, Platon |      |
| Wolfgang Schadewaldt (1900–1974)                                               | Deutscher           | Universität Tübingen Friedrich-Wilhelms-Universität Berlin Universität Leipzig Universität Freiburg Universität Königsberg Humboldt-Universität zu Berlin                                        |                             | |      |
| Markus Schauer (* 1967)                                                        | Deutscher           | Universität Bamberg Universität zu Köln |                             | |      |
| Eduard Scheer (1840–1916)                                                      | Deutscher           | Universität Breslau Gymnasium Saarbrücken Gymnasium zu Plön |                             | Lykophron, Kallimachos, Aischylos |      |
| Renata von Scheliha (1901–1967)                                                | Deutsche            | New York City New Haven (Connecticut) Cleveland Basel Berlin |                             | |      |
| Dirk Marie Schenkeveld (1934–2021)                                             | Niederländer        | Freie Universität Amsterdam |                             | Rhetorik, Literaturtheorie, -kritik, Grammatik |      |
| Ulrich Schindel (1935–2025)                                                    | Deutscher           | Universität Göttingen |                             | |      |
| Thomas Schirren (* 1965)                                                       | Deutscher           | Universität Salzburg |                             | |      |
| Ernst Günther Schmidt (1929–1999)                                              | Deutscher           | Universität Jena |                             | |      |
| Leopold Schmidt (1824–1892)                                                    | Deutscher           | Universität Marburg |                             | |      |
| Martin Schmidt (1933–2011)                                                     | Deutscher           | Thesaurus Linguae Graecae, Hamburg |                             | |      |
| Arbogast Schmitt (* 1943)                                                      | Deutscher           | Universität Marburg Universität Mainz |                             | |      |
| Thomas A. Schmitz (* 1963)                                                     | Deutscher           | Universität Bonn Universität Frankfurt am Main |                             | |      |
| Richard Schneider (1835–1917)                                                  | Deutscher           | Gymnasien in Gotha, Köln, Elberfeld, Köln, Norden (Ostfriesland) und Duisburg | Latinistik                  | Griechische Grammatiker, Apollonios Dyskolos |      |
| Friedrich Wilhelm Schneidewin (1810–1856)                                      | Deutscher           | Universität Göttingen |                             | |      |
| Stephan Schröder (* 1962)                                                      | Deutscher           | Universität Erlangen |                             | |      |
| Stefan Schorn (* 1971)                                                         | Deutscher           | Katholieke Universiteit Leuven | Alte Geschichte Latinistik  | Griechische Staatstheorie, Peripatetiker, Philosophenbiographie, Satyros von Kallatis |      |
| Hermann Schrader (1841–1916)                                                   | Deutscher           | Gelehrtenschule des Johanneums |                             | |      |
| Hans Schwabl (1924–2016)                                                       | Österreicher        | Universität Wien Freie Universität Berlin |                             | |      |
| Eduard Schwartz (1858–1940)                                                    | Deutscher           | Universität München Universität Freiburg Universität Straßburg Universität Freiburg Universität Göttingen Universität Straßburg Universität Gießen Universität Rostock                           |                             | |      |
| Johannes Schweighäuser (1742–1830)                                             | Franzose            | Universität Straßburg |                             | |      |
| Ernst-Richard Schwinge (* 1934)                                                | Deutscher           | Universität Kiel Universität Tübingen |                             | |      |
| John A. Scott (1867–1947)                                                      | US-Amerikaner       | Northwestern University |                             | Homer: Ilias, Odyssee |      |
| Richard Seaford (* )                                                           | Brite               | University of Exeter |                             | Homer, Euripides, Dionysos, Aischylos, Geld, Vergleich des griechischen mit dem indischen Denken |      |
| Gustav Adolf Seeck (1933–2024)                                                 | Deutscher           | Universität Frankfurt am Main |                             | |      |
| Charles Segal (1936–2002)                                                      | US-Amerikaner       | Universität Harvard Universität Princeton Brown University University of Pennsylvania |                             | |      |
| Erich Segal (1937–2010)                                                        | US-Amerikaner       | Yale University |                             | |      |
| Bernd Seidensticker (* 1939)                                                   | Deutscher           | Freie Universität Berlin Universität Hamburg |                             | |      |
| Giuseppe Serra (* 1937)                                                        | Italiener           | Universität Padua | Klassische Philologie       | Sophokles, Heraklit, Epikur, Aristoteles, Poetik; Rezeption der griechischen in der arabischen Philosophie, arabische Rezeption der Poetik des Aristoteles                                                                                              |      |
| Thomas Day Seymour (1848–1907)                                                 | US-Amerikaner       | Yale University Western Reserve College |                             | Homer, Pindar |      |
| Paul Shorey (1857–1934)                                                        | US-Amerikaner       | Universität Chicago Bryn Mawr College |                             | |      |
| Martin Sicherl (1914–2009)                                                     | Deutscher           | Universität Münster |                             | |      |
| Christiaan Marie Jan Sicking (1933–2000)                                       | Niederländer        | Universität Leiden |                             | Aristophanes, griechische Metrik, griechische Sprachwissenschaft, griechische Partikeln |      |
| David Sider (* 1940)                                                           | US-Amerikaner       | New York University Fordham University Queens College, City University of New York University of Illinois at Urbana-Champaign University of Kentucky University of North Carolina at Chapel Hill |                             | |      |
| Alexander Sideras (1935–2019) Αλέξανδρος Σιδεράς                               | Grieche             | Universität Göttingen | Neogräzistik, Byzantinistik | Literatur von der Antike bis zur Gegenwart |      |
| Ernst Siegmann (1915–1981)                                                     | Deutscher           | Universität Würzburg |                             | |      |
| Gregory M. Sifakis (* 1935) Γρηγόρης Μ. Σηφάκης                                | Grieche             | Universität Thessaloniki New York University |                             | Aristoteles, Poetik; griechische Komödie |      |
| Michael Stephen Silk (* 1941)                                                  | Brite               | King’s College London |                             | |      |
| Jean Sirinelli (1921–2004)                                                     | Franzose            | Universität Paris IV |                             | Hellenistische und spätantike Literatur, Plutarch, Eusebius von Caesarea |      |
| Aristoxenos D. Skiadas (1932–1994) Αριστόξενος Δ. Σκιαδάς                      | Grieche             | Universität Athen |                             | |      |
| Simon Roelof Slings (1945–2004)                                                | Niederländer        | Vrije Universiteit Amsterdam |                             | archaische Lyrik, Platon, griechische Sprachwissenschaft |      |
| Ineke Sluiter (* 1959)                                                         | Niederländerin      | Universität Leiden Pennsylvania State University |                             | |      |
| Charles Forster Smith (1852–1931)                                              | US-Amerikaner       | University of Wisconsin–Madison Vanderbilt University Williams College Wofford College |                             | Thukydides |      |
| Martin Ferguson Smith (* 1940)                                                 | Brite               | Isle of Foula, Shetland Islands Universität Durham |                             | Epikureismus Diogenes von Oinoanda |      |
| Bruno Snell (1896–1986)                                                        | Deutscher           | Universität Hamburg |                             | |      |
| Friedrich Solmsen (1904–1989)                                                  | Deutscher           | University of North Carolina at Chapel Hill University of Wisconsin–Madison Cornell University                                                                                                   |                             | |      |
| Alan H. Sommerstein (* 1947)                                                   | Brite               | Universität Nottingham |                             | |      |
| Evangelinos Apostolides Sophokles (1807–1883) Ευαγγελινός Αποστολίδης Σοφοκλής | Grieche             | Harvard University | Byzantinistik, Neogräzistik | Griechische Lexikographie Didaktisches Material für den Griechischunterricht |      |
| Christiane Sourvinou-Inwood (1945–2007)                                        | Griechin und Britin | Universität Reading University College, Oxford Universität Liverpool |                             | |      |
| Andreas Spira (1929–2004)                                                      | Deutscher           | Universität Mainz |                             | |      |
| Walter Spoerri (1927–2016)                                                     | Schweizer           | Universität Neuchâtel |                             | |      |
| Heinrich von Staden (* 1939)                                                   | Deutscher           | Institute for Advanced Study, Princeton Yale University |                             | |      |
| William Bedell Stanford (1910–1984)                                            | Ire                 | Trinity College, Dublin |                             | Metaphorik, Ambiguität, Aussprache des Griechischen, griechische Tragödie und Komödie, Rezeptionsgeschichte der Antike in Irland |      |
| Deborah Steiner (* 1960)                                                       | US-Amerikanerin     | Columbia University |                             | Homer, Pindar, Symposion, archaische Fabel |      |
| Jan Stenger (* 1972)                                                           | Deutscher           | Glasgow University |                             | Bakchylides |      |
| Susan Stephens (* 1945)                                                        | US-Amerikanerin     | Stanford University | Papyrologie                 | Kallimachos |      |
| Zeph Stewart (1921–2007)                                                       | US-Amerikaner       | Harvard University |                             | Euripides, Demokrit |      |
| Thomas C. W. Stinton (1925–1985)                                               | Brite               | Wadham College, Oxford |                             | Griechische Tragödie |      |
| Franz Stoessl (1910–1988)                                                      | Deutscher           | Universität Graz Universität Wien | Klassische Philologie       | |      |
| Gotthard Strohmaier (* 1934)                                                   | Deutscher           | Freie Universität Berlin Corpus Medicorum Graecorum/Latinorum, Berlin-Brandenburgische Akademie der Wissenschaften                                                                               | Latinistik Arabistik        | Graeco-arabische Medizin, Naturwissenschaft und Philosophie Erschließung und textkritische Verwertung mittelalterlicher arabischer Übersetzungen griechischer Texte Rezeption der Antike im Islam                                                       |      |
| Siegfried Sudhaus (1863–1914)                                                  | Deutscher           | Universität Kiel | Klassische Philologie       | Philodemos von Gadara, herculanensische Papyri |      |
| Friedrich Sylburg (1536–1596)                                                  | Deutscher           | Heidelberg Frankfurt am Main Schulen in Neuhausen, Lich | Klassische Philologie       | Pausanias, Herodot, Aristoteles, Dionysios von Halikarnassos, die Scriptores historiae Romanae, Apollonios Dyskolos, Clemens von Alexandria, Iustinos Martyr, Etymologicum magnum, Xenophon, Nonnos, Theognis von Megara, Phokylides, Pythagoras, Solon |      |
| Thomas A. Szlezák (1940–2023)                                                  | Deutscher           | Universität Tübingen Universität Würzburg | Klassische Philologie       | Platon und dessen Ungeschriebene Lehre, Aristoteles und dessen Metaphysik, Plotin, griechische Tragödie |      |

### T
| Wissenschaftler                                              | Nationalität | Wirkungsort                                                                             | Weitere Qualifikationen     | Forschungsschwerpunkte                                                     | Bild |
| ------------------------------------------------------------ | ------------ | --------------------------------------------------------------------------------------- | --------------------------- | -------------------------------------------------------------------------- | ---- |
| Oliver Taplin (* 1943)                                       | Brite        | Universität Oxford Magdalen College                                                     |                             | Griechische Tragödie: Aischylos, griechische Komödie, antikes Theaterwesen |      |
| Amédée Tardieu (1822–1893)                                   | Franzose     | Institut de France, Paris                                                               |                             | Strabon                                                                    |      |
| Sven-Tage Teodorsson (* 1934)                                | Schwede      | Universität Göteborg                                                                    |                             | Altgriechische Phonologie, Plutarch                                        |      |
| Willy Theiler (1899–1977)                                    | Schweizer    | Universität Bern Universität Königsberg                                                 |                             |                                                                            |      |
| Rainer Thiel (* 1962)                                        | Deutscher    | Universität Jena                                                                        |                             |                                                                            |      |
| George Derwent Thomson (1903–1987)                           | Brite        | Universität Birmingham King’s College, Cambridge National University of Ireland, Galway |                             |                                                                            |      |
| Gerald J. Toomer (* 1934)                                    | Brite        | Brown University Corpus Christi College, Oxford                                         |                             |                                                                            |      |
| Max Treu (1907–1980)                                         | Deutscher    | Universität München                                                                     |                             |                                                                            |      |
| Constantine A. Trypanis (1909–1993) Κωνσταντίνος Α. Τρυπάνης | Grieche      | Universität Chicago University of Oxford Universität Athen                              | Byzantinistik, Neogräzistik | Dichtung                                                                   |      |
| Agapitos Tsopanakis (1908–2005) Αγαπητός Γ. Τσοπανάκης       | Grieche      | Universität Kreta Universität Thessaloniki                                              |                             |                                                                            |      |
| André Tuilier (1921–2014)                                    | Franzose     | Bibliothek der Sorbonne                                                                 |                             | Textgeschichte des Euripides, Gregor von Nazianz, Didache                  |      |
| Alexander Turyn (1900–1981)                                  | Pole         | University of Illinois at Urbana-Champaign Universität Warschau                         |                             |                                                                            |      |

### U
| Wissenschaftler                | Nationalität | Wirkungsort                                              | Weitere Qualifikationen                     | Forschungsschwerpunkte                                                       | Bild |
| ------------------------------ | ------------ | -------------------------------------------------------- | ------------------------------------------- | ---------------------------------------------------------------------------- | ---- |
| Gyburg Uhlmann (* 1975)        | Deutsche     | Freie Universität Berlin                                 |                                             |                                                                              |      |
| Mario Untersteiner (1899–1981) | Italiener    | Universität Mailand Universität Genua                    | Klassische Philologie Philosophiegeschichte | Aischylos, Sophokles, Herodot, Vorsokratiker, Sophistik, Platon, Aristoteles |      |
| Hermann Usener (1834–1905)     | Deutscher    | Universität Bonn Universität Greifswald Universität Bern |                                             |                                                                              |      |
| Knut Usener (* 1959)           | Deutscher    | Kirchliche Hochschule Wuppertal                          |                                             |                                                                              |      |

### V
| Wissenschaftler                    | Nationalität                  | Wirkungsort | Weitere Qualifikationen | Forschungsschwerpunkte | Bild |
| ---------------------------------- | ----------------------------- | --- | ----------------------- | --- | ---- |
| Johannes Vahlen (1830–1911)        | Deutscher                     | Humboldt-Universität Berlin Universität Wien Universität Freiburg Universität Breslau                                           |                         | |      |
| John Vaio (1939–2021)              | US-Amerikaner                 | University of Illinois at Chicago Hunter College (City University of New York) Columbia University                              |                         | Aristophanes, Babrios, Äsop |      |
| Manara Valgimigli (1876–1965)      | Italiener                     | |                         | Sappho, Sophokles, Aischylos und Platon, Aristoteles |      |
| Marchinus van der Valk (1910–1992) | Niederländer                  | Rumpt Weert Wijngaarden |                         | Homer, Ilias und Odyssee, Kommentar des Eustathios von Thessalonike zur Ilias, Euripides |      |
| Gonda Van Steen (* 1964)           | Belgierin und US-Amerikanerin | University of Florida | Neogräzistik            | Aristophanes-Rezeption im modernen Griechenland, Tragödienrezeption in politischen Internierungslagern der Nachkriegszeit, Frankreich und das Osmanische Reich (Comte de Marcellus), Rezeption antiker Literatur im 19. und 20. Jahrhundert, Geistesgeschichte des modernen Griechenland |      |
| Mario Vegetti (1937–2018)          | Italiener                     | Universität Pavia |                         | |      |
| Willem Jacob Verdenius (1913–1998) | Niederländer                  | Universität Utrecht |                         | Pindar, Hesiod, Homer |      |
| Jean-Pierre Vernant (1914–2007)    | Franzose                      | Collège de France École pratique des hautes études                                                                              |                         | |      |
| Arthur Verrall (1851–1912)         | Brite                         | Trinity College, Cambridge |                         | Aischylos, Agamenon; Euripides |      |
| Francis Vian (1917–2008)           | Franzose                      | Faculté des lettres et sciences humaines de Nanterre (Vorläuferin der Université Paris X-Nanterre) Universität Clermont-Ferrand |                         | |      |
| Edzard Visser (* 1954)             | Deutscher                     | Megina-Gymnasium Mayen Universität Basel                                                                                        |                         | |      |
| Martin Vöhler (* 1959)             | Deutscher                     | Freie Universität Berlin |                         | |      |
| Johann Theodor Vömel (1791–1868)   | Deutscher                     | Gymnasien in Wertheim, Hanau und Städtisches Gymnasium in Frankfurt am Main                                                     |                         | Demosthenes |      |
| Ernst Vogt (1930–2017)             | Deutscher                     | Universität München Universität Mannheim Universität Bonn                                                                       |                         | |      |
| Sabine Vogt (* 1970)               | Deutsche                      | Universität Bamberg |                         | Aristoteles, Physiognomonik |      |

### W
| Wissenschaftler                                | Nationalität    | Wirkungsort | Weitere Qualifikationen  | Forschungsschwerpunkte | Bild |
| ---------------------------------------------- | --------------- | --- | ------------------------ | --- | ---- |
| Rudolf Wachter (* 1954)                        | Schweizer       | Universität Lausanne Universität Basel |                          | Griechische Sprachwissenschaft, nicht-attische Vaseninschriften |      |
| Hermann Wankel (1928–1997)                     | Deutscher       | Universität Münster Universität zu Köln |                          | Kalokagathie; Demosthenes, Kranzrede; Inschriften von Ephesos |      |
| Thomas Bertram Lonsdale Webster (1905–1974)    | Brite           | University College London University of Manchester |                          | |      |
| Fritz Wehrli (1902–1987)                       | Schweizer       | Universität Zürich |                          | |      |
| Michael Weißenberger (* 1959)                  | Deutscher       | Universität Greifswald |                          | |      |
| Friedrich Gottlieb Welcker (1784–1868)         | Deutscher       | Universität Bonn Universität Göttingen Universität Gießen |                          | |      |
| Paul Wendland (1864–1915)                      | Deutscher       | Universität Göttingen Universität Breslau Universität Kiel |                          | |      |
| Jürgen Werner (1931–2021)                      | Deutscher       | Universität Leipzig |                          | |      |
| Martin Litchfield West (1937–2015)             | Brite           | All Souls College, Oxford University of London (Bedford College, später Royal Holloway and Bedford New College) University College, Oxford St. John’s College, Oxford |                          | |      |
| Benjamin Ide Wheeler (1854–1927)               | US-Amerikaner   | University of California, Berkeley Cornell University |                          | |      |
| Mary Whitby (* 1951)                           | Britin          | Merton College, Oxford |                          | Spätantike Literatur, insbesondere Nonnos von Panopolis, Chronicon Paschale, Pseudo-Oppian, Prokopios von Caesarea, Georg von Pisidien, Johannes Malalas, Paulus Silentiarius und Theophylaktos Simokates |      |
| Heather White (* 20. Jh.)                      | Britin          | Birkbeck College, London |                          | Hellenistische (vor allem Theokrit), kaiserzeitliche und spätantike griechische Dichtung |      |
| Tim Whitmarsh (* 1970)                         | Brite           | Corpus Christi College, Oxford |                          | antiker griechischer Roman, Zweite Sophistik, Atheismus in der Antike |      |
| Albert Wifstrand (1901–1964)                   | Schwede         | Universität Lund |                          | |      |
| Ulrich von Wilamowitz-Moellendorff (1848–1931) | Deutscher       | Universität Berlin Universität Göttingen Universität Greifswald |                          | |      |
| Charles William Willink (1929–2009)            | Brite           | Eton College |                          | |      |
| Nigel Guy Wilson (* 1935)                      | Brite           | Lincoln College, Oxford |                          | |      |
| Reginald Pepys Winnington-Ingram (1904–1993)   | Brite           | King’s College London Westfield College Birkbeck College, London Manchester University                                                                                |                          | Griechische Tragödie: Aischylos, Sophokles, Euripides; altgriechische Musik |      |
| Veit Winsheim (1501–1570)                      | Deutscher       | Universität Wittenberg |                          | |      |
| Heinz Wismann (* 1935)                         | Deutscher       | École des Hautes Études en Sciences Sociales, Paris |                          | |      |
| Georg Wöhrle (* 1953)                          | Deutscher       | Universität Trier |                          | |      |
| Victoria Wohl (* 1966)                         | US-Amerikanerin | |                          | |      |
| Günter Wojaczek (1932–1997)                    | Deutscher       | Franz-Ludwig-Gymnasium Bamberg Otto-Friedrich-Universität Bamberg | Latinistik, Fachdidaktik | Bukolik, Mysterienkulte, Figurengedichte, Theokrit |      |
| Friedrich August Wolf (1759–1824)              | Deutscher       | Preußische Akademie der Wissenschaften, Berlin Universität Halle |                          | |      |
| Erwin Wolff (1897–1966)                        | Deutscher       | Universität Frankfurt am Main |                          | |      |
| Roger D. Woodard (* 1951)                      | US-Amerikaner   | State University of New York at Buffalo |                          | Griechische Literatur; Römische, griechische und indo-europäische Religion; historische Anthropologie; griechisches Alphabet, Interaktion zwischen Griechenland und dem Vorderen Orient                   |      |
| Bernhard Wyss (1905–1986)                      | Deutscher       | Universität Basel |                          | |      |

### Y
| Wissenschaftler              | Nationalität | Wirkungsort         | Weitere Qualifikationen | Forschungsschwerpunkte                                                          | Bild |
| ---------------------------- | ------------ | ------------------- | ----------------------- | ------------------------------------------------------------------------------- | ---- |
| Dimitrios Yatromanolakis (*) | Grieche      | Universität Harvard |                         | Sappho, altgriechische Dialekte, Vasen-Aufschriften                             |      |
| Patrick Young (1584–1652)    | Brite        |                     |                         | Clemensbriefe, Catena Graecorum Patrum in Iob, Expositio in Canticum Canticorum |      |

### Z
| Wissenschaftler                      | Nationalität    | Wirkungsort                                                                            | Weitere Qualifikationen | Forschungsschwerpunkte | Bild |
| ------------------------------------ | --------------- | -------------------------------------------------------------------------------------- | ----------------------- | ---------------------- | ---- |
| Froma I. Zeitlin (* 1933)            | US-Amerikanerin | Universität Princeton                                                                  |                         |                        |      |
| Konrat Ziegler (1884–1974)           | Deutscher       | Universität Göttingen Universität Greifswald Universität Breslau                       |                         |                        |      |
| Tadeusz Stefan Zieliński (1859–1944) | Pole            | Universität Warschau Kaiserliche Universität Dorpat (Tartu) Universität St. Petersburg |                         |                        |      |
| Bernhard Zimmermann (* 1955)         | Deutscher       | Universität Freiburg Universität Düsseldorf Universität Zürich                         |                         |                        |      |
| Franz Zimmermann (1891–1962)         | Deutscher       | Universität Rostock                                                                    |                         |                        |      |
| Friedrich Zucker (1881–1972)         | Deutscher       | Universität Jena Universität Tübingen Universität Münster                              |                         |                        |      |
| Günther Zuntz (1902–1992)            | Deutscher       | Universität Manchester Universität Kopenhagen                                          |                         |                        |      |

## Legende
Wissenschaftler: Diese Spalte erfasst den Namen, die Lebensdaten und gegebenenfalls die griechische Namensform.
Nationalität: Diese Spalte erfasst die Nationalität, soweit angesichts von Datenschutz und Persönlichkeitsrechten eruierbar. Es kann auch doppelte Staatsbürgerschaft gegeben sein, ohne dass dies in der Öffentlichkeit bekannt sein muss.
Wirkungsort: Diese Spalte erfasst für Akademiker in der Regel ausschließlich die Universitäten, an denen sie im Range eines Professors gelehrt haben, gegebenenfalls in biographischer Reihenfolge. Für Angestellte von Forschungsinstitutionen wird die Institution angegeben, für alle anderen (Honorarprofessoren, akademischer Mittelbau, Lehrbeauftragte, Lehrer und so weiter) die Stadt, in welcher sie tätig sind oder waren.
Weitere Qualifikationen: Diese Spalte erfasst weitere akademische Qualifikationen der aufgeführten Forscher.
Forschungsschwerpunkte: Diese Spalte erfasst in Stichworten die wesentlichen Arbeitsgebiete und Forschungsleistungen der aufgeführten Forscher im Bereich der Gräzistik.
Bild: Diese Spalte zeigt Abbildungen der genannten Forscher in Gestalt von Photographien, Gemälden, Holzschnitten und dergleichen.

## Gesellschaften
- Association pour l’encouragement des études grecques en France (gegründet 1867)
- Society for the Promotion of Hellenic Studies (gegründet 1879)

## Forschungszentren
- Centre for Hellenic Studies am King’s College London
- Center for Hellenic Studies der University of California, San Diego (gegründet 2014)
- Center for Hellenic Studies in Washington, D.C. (gegründet 1961)
- Institute of Classical Studies an der Universität London (gegründet 1953)
- The Hellenic Institute am Royal Holloway College der University of London (gegründet 1993)[1]
- Spezielle Forschungszentren zur altgriechischen Philosophie finden sich in der Liste bekannter Forscher zur antiken Philosophie.

## Übersichtsartikel und Navigationsleisten zu Lehrstühlen für Gräzistik

### Großbritannien
* Regius Professor of Greek (Cambridge)
* Regius Professor of Greek (Oxford)

### Irland
* Regius Professor of Greek (Trinity)